# X3D Fritz

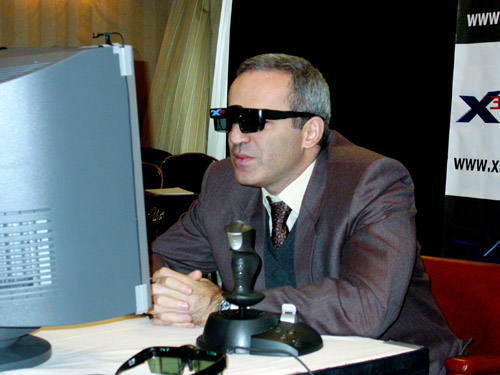
Kaspàrov va jugar amb ulleres 3D el seu matx contra el programa X3D Fritz.

X3D Fritz és una versió del programa d'escacs Fritz. El novembre de l'any 2003 es va enfrontar contra el número u del món, Garri Kaspàrov, en un matx a quatre partides, que va acabar empatat a 2, guanyant una partida cadascú, amb dues taules. Fritz operava des d'un Intel Pentium 4 Xeon amb una CPU de 2.8 GHz.

## Matx
El matx va tenir lloc al New York Athletic Club, a la ciutat de Nova York, Estats Units, entre els dies 11 i 18 de novembre del 2003. El vencedor guanyaria 50.000 dòlars, en cas d'empat el premi es repartiria i en guanyarien 25.000 cada un. A més, en Kaspàrov es va endur 150.000$ només per participar.
Fins a aquell moment, la majoria de les partides entre humans i ordinadors es disputaven sobre un tauler d'escacs normal, en què el jugador humà realitzava els moviments. Un intermediari introduïa aquests moviments a l'ordinador, i responia el moviment elegit per l'ordinador sobre el tauler. No obstant això, en aquest matx no es van utilitzar ni taulers ni intermediaris. Kaspàrov portava posades unes ulleres especials, mitjançant les quals veia una projecció tridimensional d'un tauler flotant. Kaspárov realitzava els moviments mitjançant un sistema de reconeixement de la parla. La computadora contestava directament els moviments sobre el tauler tridimensional.
Les quatre partides es van realitzar amb un temps de 120 minuts al començament, amb un increment de 60 minuts a partir del moviment 40, més 15 minuts a partir de la jugada 60. A més, a partir del moviment 60 se sumaven 30 segons per cada jugada.
|                | Partida 1 | Partida 2 | Partida 3 | Partida 4 | Total |
| -------------- | --------- | --------- | --------- | --------- | ----- |
| Garri Kaspàrov | ½         | 0         | 1         | ½         | 2     |
| X3D Fritz      | ½         | 1         | 0         | ½         | 2     |

## Partida 1
A la primera partida en Kaspàrov va jugar amb blanques, i va acabar en empat després que Kaspàrov sacrifiqués un peó en una defensa semieslava per aconseguir una millor posició. Va capturar una torre a canvi d'un alfil i un peó, però no va ser capaç de convertir l'avantatge material en triomf. Fritz va preferir les línies obertes i es va llançar sobre el rei de Kaspàrov, aconseguint unes taules per escac perpetu.
|   | a | b | c | d | e | f | g | h |   |
| 8 | b8 negres torre · g8 negres rei · a7 negres peó · f7 negres peó · g7 negres peó · h7 negres peó · c6 negres peó · c5 blanques dama · g5 blanques peó · d4 blanques torre · h4 blanques peó · a2 negres alfil · b2 blanques peó · c1 blanques rei · d1 blanques torre · g1 negres dama | b8 negres torre · g8 negres rei · a7 negres peó · f7 negres peó · g7 negres peó · h7 negres peó · c6 negres peó · c5 blanques dama · g5 blanques peó · d4 blanques torre · h4 blanques peó · a2 negres alfil · b2 blanques peó · c1 blanques rei · d1 blanques torre · g1 negres dama | b8 negres torre · g8 negres rei · a7 negres peó · f7 negres peó · g7 negres peó · h7 negres peó · c6 negres peó · c5 blanques dama · g5 blanques peó · d4 blanques torre · h4 blanques peó · a2 negres alfil · b2 blanques peó · c1 blanques rei · d1 blanques torre · g1 negres dama | b8 negres torre · g8 negres rei · a7 negres peó · f7 negres peó · g7 negres peó · h7 negres peó · c6 negres peó · c5 blanques dama · g5 blanques peó · d4 blanques torre · h4 blanques peó · a2 negres alfil · b2 blanques peó · c1 blanques rei · d1 blanques torre · g1 negres dama | b8 negres torre · g8 negres rei · a7 negres peó · f7 negres peó · g7 negres peó · h7 negres peó · c6 negres peó · c5 blanques dama · g5 blanques peó · d4 blanques torre · h4 blanques peó · a2 negres alfil · b2 blanques peó · c1 blanques rei · d1 blanques torre · g1 negres dama | b8 negres torre · g8 negres rei · a7 negres peó · f7 negres peó · g7 negres peó · h7 negres peó · c6 negres peó · c5 blanques dama · g5 blanques peó · d4 blanques torre · h4 blanques peó · a2 negres alfil · b2 blanques peó · c1 blanques rei · d1 blanques torre · g1 negres dama | b8 negres torre · g8 negres rei · a7 negres peó · f7 negres peó · g7 negres peó · h7 negres peó · c6 negres peó · c5 blanques dama · g5 blanques peó · d4 blanques torre · h4 blanques peó · a2 negres alfil · b2 blanques peó · c1 blanques rei · d1 blanques torre · g1 negres dama | b8 negres torre · g8 negres rei · a7 negres peó · f7 negres peó · g7 negres peó · h7 negres peó · c6 negres peó · c5 blanques dama · g5 blanques peó · d4 blanques torre · h4 blanques peó · a2 negres alfil · b2 blanques peó · c1 blanques rei · d1 blanques torre · g1 negres dama | 8 |
| 7 | b8 negres torre · g8 negres rei · a7 negres peó · f7 negres peó · g7 negres peó · h7 negres peó · c6 negres peó · c5 blanques dama · g5 blanques peó · d4 blanques torre · h4 blanques peó · a2 negres alfil · b2 blanques peó · c1 blanques rei · d1 blanques torre · g1 negres dama | b8 negres torre · g8 negres rei · a7 negres peó · f7 negres peó · g7 negres peó · h7 negres peó · c6 negres peó · c5 blanques dama · g5 blanques peó · d4 blanques torre · h4 blanques peó · a2 negres alfil · b2 blanques peó · c1 blanques rei · d1 blanques torre · g1 negres dama | b8 negres torre · g8 negres rei · a7 negres peó · f7 negres peó · g7 negres peó · h7 negres peó · c6 negres peó · c5 blanques dama · g5 blanques peó · d4 blanques torre · h4 blanques peó · a2 negres alfil · b2 blanques peó · c1 blanques rei · d1 blanques torre · g1 negres dama | b8 negres torre · g8 negres rei · a7 negres peó · f7 negres peó · g7 negres peó · h7 negres peó · c6 negres peó · c5 blanques dama · g5 blanques peó · d4 blanques torre · h4 blanques peó · a2 negres alfil · b2 blanques peó · c1 blanques rei · d1 blanques torre · g1 negres dama | b8 negres torre · g8 negres rei · a7 negres peó · f7 negres peó · g7 negres peó · h7 negres peó · c6 negres peó · c5 blanques dama · g5 blanques peó · d4 blanques torre · h4 blanques peó · a2 negres alfil · b2 blanques peó · c1 blanques rei · d1 blanques torre · g1 negres dama | b8 negres torre · g8 negres rei · a7 negres peó · f7 negres peó · g7 negres peó · h7 negres peó · c6 negres peó · c5 blanques dama · g5 blanques peó · d4 blanques torre · h4 blanques peó · a2 negres alfil · b2 blanques peó · c1 blanques rei · d1 blanques torre · g1 negres dama | b8 negres torre · g8 negres rei · a7 negres peó · f7 negres peó · g7 negres peó · h7 negres peó · c6 negres peó · c5 blanques dama · g5 blanques peó · d4 blanques torre · h4 blanques peó · a2 negres alfil · b2 blanques peó · c1 blanques rei · d1 blanques torre · g1 negres dama | b8 negres torre · g8 negres rei · a7 negres peó · f7 negres peó · g7 negres peó · h7 negres peó · c6 negres peó · c5 blanques dama · g5 blanques peó · d4 blanques torre · h4 blanques peó · a2 negres alfil · b2 blanques peó · c1 blanques rei · d1 blanques torre · g1 negres dama | 7 |
| 6 | b8 negres torre · g8 negres rei · a7 negres peó · f7 negres peó · g7 negres peó · h7 negres peó · c6 negres peó · c5 blanques dama · g5 blanques peó · d4 blanques torre · h4 blanques peó · a2 negres alfil · b2 blanques peó · c1 blanques rei · d1 blanques torre · g1 negres dama | b8 negres torre · g8 negres rei · a7 negres peó · f7 negres peó · g7 negres peó · h7 negres peó · c6 negres peó · c5 blanques dama · g5 blanques peó · d4 blanques torre · h4 blanques peó · a2 negres alfil · b2 blanques peó · c1 blanques rei · d1 blanques torre · g1 negres dama | b8 negres torre · g8 negres rei · a7 negres peó · f7 negres peó · g7 negres peó · h7 negres peó · c6 negres peó · c5 blanques dama · g5 blanques peó · d4 blanques torre · h4 blanques peó · a2 negres alfil · b2 blanques peó · c1 blanques rei · d1 blanques torre · g1 negres dama | b8 negres torre · g8 negres rei · a7 negres peó · f7 negres peó · g7 negres peó · h7 negres peó · c6 negres peó · c5 blanques dama · g5 blanques peó · d4 blanques torre · h4 blanques peó · a2 negres alfil · b2 blanques peó · c1 blanques rei · d1 blanques torre · g1 negres dama | b8 negres torre · g8 negres rei · a7 negres peó · f7 negres peó · g7 negres peó · h7 negres peó · c6 negres peó · c5 blanques dama · g5 blanques peó · d4 blanques torre · h4 blanques peó · a2 negres alfil · b2 blanques peó · c1 blanques rei · d1 blanques torre · g1 negres dama | b8 negres torre · g8 negres rei · a7 negres peó · f7 negres peó · g7 negres peó · h7 negres peó · c6 negres peó · c5 blanques dama · g5 blanques peó · d4 blanques torre · h4 blanques peó · a2 negres alfil · b2 blanques peó · c1 blanques rei · d1 blanques torre · g1 negres dama | b8 negres torre · g8 negres rei · a7 negres peó · f7 negres peó · g7 negres peó · h7 negres peó · c6 negres peó · c5 blanques dama · g5 blanques peó · d4 blanques torre · h4 blanques peó · a2 negres alfil · b2 blanques peó · c1 blanques rei · d1 blanques torre · g1 negres dama | b8 negres torre · g8 negres rei · a7 negres peó · f7 negres peó · g7 negres peó · h7 negres peó · c6 negres peó · c5 blanques dama · g5 blanques peó · d4 blanques torre · h4 blanques peó · a2 negres alfil · b2 blanques peó · c1 blanques rei · d1 blanques torre · g1 negres dama | 6 |
| 5 | b8 negres torre · g8 negres rei · a7 negres peó · f7 negres peó · g7 negres peó · h7 negres peó · c6 negres peó · c5 blanques dama · g5 blanques peó · d4 blanques torre · h4 blanques peó · a2 negres alfil · b2 blanques peó · c1 blanques rei · d1 blanques torre · g1 negres dama | b8 negres torre · g8 negres rei · a7 negres peó · f7 negres peó · g7 negres peó · h7 negres peó · c6 negres peó · c5 blanques dama · g5 blanques peó · d4 blanques torre · h4 blanques peó · a2 negres alfil · b2 blanques peó · c1 blanques rei · d1 blanques torre · g1 negres dama | b8 negres torre · g8 negres rei · a7 negres peó · f7 negres peó · g7 negres peó · h7 negres peó · c6 negres peó · c5 blanques dama · g5 blanques peó · d4 blanques torre · h4 blanques peó · a2 negres alfil · b2 blanques peó · c1 blanques rei · d1 blanques torre · g1 negres dama | b8 negres torre · g8 negres rei · a7 negres peó · f7 negres peó · g7 negres peó · h7 negres peó · c6 negres peó · c5 blanques dama · g5 blanques peó · d4 blanques torre · h4 blanques peó · a2 negres alfil · b2 blanques peó · c1 blanques rei · d1 blanques torre · g1 negres dama | b8 negres torre · g8 negres rei · a7 negres peó · f7 negres peó · g7 negres peó · h7 negres peó · c6 negres peó · c5 blanques dama · g5 blanques peó · d4 blanques torre · h4 blanques peó · a2 negres alfil · b2 blanques peó · c1 blanques rei · d1 blanques torre · g1 negres dama | b8 negres torre · g8 negres rei · a7 negres peó · f7 negres peó · g7 negres peó · h7 negres peó · c6 negres peó · c5 blanques dama · g5 blanques peó · d4 blanques torre · h4 blanques peó · a2 negres alfil · b2 blanques peó · c1 blanques rei · d1 blanques torre · g1 negres dama | b8 negres torre · g8 negres rei · a7 negres peó · f7 negres peó · g7 negres peó · h7 negres peó · c6 negres peó · c5 blanques dama · g5 blanques peó · d4 blanques torre · h4 blanques peó · a2 negres alfil · b2 blanques peó · c1 blanques rei · d1 blanques torre · g1 negres dama | b8 negres torre · g8 negres rei · a7 negres peó · f7 negres peó · g7 negres peó · h7 negres peó · c6 negres peó · c5 blanques dama · g5 blanques peó · d4 blanques torre · h4 blanques peó · a2 negres alfil · b2 blanques peó · c1 blanques rei · d1 blanques torre · g1 negres dama | 5 |
| 4 | b8 negres torre · g8 negres rei · a7 negres peó · f7 negres peó · g7 negres peó · h7 negres peó · c6 negres peó · c5 blanques dama · g5 blanques peó · d4 blanques torre · h4 blanques peó · a2 negres alfil · b2 blanques peó · c1 blanques rei · d1 blanques torre · g1 negres dama | b8 negres torre · g8 negres rei · a7 negres peó · f7 negres peó · g7 negres peó · h7 negres peó · c6 negres peó · c5 blanques dama · g5 blanques peó · d4 blanques torre · h4 blanques peó · a2 negres alfil · b2 blanques peó · c1 blanques rei · d1 blanques torre · g1 negres dama | b8 negres torre · g8 negres rei · a7 negres peó · f7 negres peó · g7 negres peó · h7 negres peó · c6 negres peó · c5 blanques dama · g5 blanques peó · d4 blanques torre · h4 blanques peó · a2 negres alfil · b2 blanques peó · c1 blanques rei · d1 blanques torre · g1 negres dama | b8 negres torre · g8 negres rei · a7 negres peó · f7 negres peó · g7 negres peó · h7 negres peó · c6 negres peó · c5 blanques dama · g5 blanques peó · d4 blanques torre · h4 blanques peó · a2 negres alfil · b2 blanques peó · c1 blanques rei · d1 blanques torre · g1 negres dama | b8 negres torre · g8 negres rei · a7 negres peó · f7 negres peó · g7 negres peó · h7 negres peó · c6 negres peó · c5 blanques dama · g5 blanques peó · d4 blanques torre · h4 blanques peó · a2 negres alfil · b2 blanques peó · c1 blanques rei · d1 blanques torre · g1 negres dama | b8 negres torre · g8 negres rei · a7 negres peó · f7 negres peó · g7 negres peó · h7 negres peó · c6 negres peó · c5 blanques dama · g5 blanques peó · d4 blanques torre · h4 blanques peó · a2 negres alfil · b2 blanques peó · c1 blanques rei · d1 blanques torre · g1 negres dama | b8 negres torre · g8 negres rei · a7 negres peó · f7 negres peó · g7 negres peó · h7 negres peó · c6 negres peó · c5 blanques dama · g5 blanques peó · d4 blanques torre · h4 blanques peó · a2 negres alfil · b2 blanques peó · c1 blanques rei · d1 blanques torre · g1 negres dama | b8 negres torre · g8 negres rei · a7 negres peó · f7 negres peó · g7 negres peó · h7 negres peó · c6 negres peó · c5 blanques dama · g5 blanques peó · d4 blanques torre · h4 blanques peó · a2 negres alfil · b2 blanques peó · c1 blanques rei · d1 blanques torre · g1 negres dama | 4 |
| 3 | b8 negres torre · g8 negres rei · a7 negres peó · f7 negres peó · g7 negres peó · h7 negres peó · c6 negres peó · c5 blanques dama · g5 blanques peó · d4 blanques torre · h4 blanques peó · a2 negres alfil · b2 blanques peó · c1 blanques rei · d1 blanques torre · g1 negres dama | b8 negres torre · g8 negres rei · a7 negres peó · f7 negres peó · g7 negres peó · h7 negres peó · c6 negres peó · c5 blanques dama · g5 blanques peó · d4 blanques torre · h4 blanques peó · a2 negres alfil · b2 blanques peó · c1 blanques rei · d1 blanques torre · g1 negres dama | b8 negres torre · g8 negres rei · a7 negres peó · f7 negres peó · g7 negres peó · h7 negres peó · c6 negres peó · c5 blanques dama · g5 blanques peó · d4 blanques torre · h4 blanques peó · a2 negres alfil · b2 blanques peó · c1 blanques rei · d1 blanques torre · g1 negres dama | b8 negres torre · g8 negres rei · a7 negres peó · f7 negres peó · g7 negres peó · h7 negres peó · c6 negres peó · c5 blanques dama · g5 blanques peó · d4 blanques torre · h4 blanques peó · a2 negres alfil · b2 blanques peó · c1 blanques rei · d1 blanques torre · g1 negres dama | b8 negres torre · g8 negres rei · a7 negres peó · f7 negres peó · g7 negres peó · h7 negres peó · c6 negres peó · c5 blanques dama · g5 blanques peó · d4 blanques torre · h4 blanques peó · a2 negres alfil · b2 blanques peó · c1 blanques rei · d1 blanques torre · g1 negres dama | b8 negres torre · g8 negres rei · a7 negres peó · f7 negres peó · g7 negres peó · h7 negres peó · c6 negres peó · c5 blanques dama · g5 blanques peó · d4 blanques torre · h4 blanques peó · a2 negres alfil · b2 blanques peó · c1 blanques rei · d1 blanques torre · g1 negres dama | b8 negres torre · g8 negres rei · a7 negres peó · f7 negres peó · g7 negres peó · h7 negres peó · c6 negres peó · c5 blanques dama · g5 blanques peó · d4 blanques torre · h4 blanques peó · a2 negres alfil · b2 blanques peó · c1 blanques rei · d1 blanques torre · g1 negres dama | b8 negres torre · g8 negres rei · a7 negres peó · f7 negres peó · g7 negres peó · h7 negres peó · c6 negres peó · c5 blanques dama · g5 blanques peó · d4 blanques torre · h4 blanques peó · a2 negres alfil · b2 blanques peó · c1 blanques rei · d1 blanques torre · g1 negres dama | 3 |
| 2 | b8 negres torre · g8 negres rei · a7 negres peó · f7 negres peó · g7 negres peó · h7 negres peó · c6 negres peó · c5 blanques dama · g5 blanques peó · d4 blanques torre · h4 blanques peó · a2 negres alfil · b2 blanques peó · c1 blanques rei · d1 blanques torre · g1 negres dama | b8 negres torre · g8 negres rei · a7 negres peó · f7 negres peó · g7 negres peó · h7 negres peó · c6 negres peó · c5 blanques dama · g5 blanques peó · d4 blanques torre · h4 blanques peó · a2 negres alfil · b2 blanques peó · c1 blanques rei · d1 blanques torre · g1 negres dama | b8 negres torre · g8 negres rei · a7 negres peó · f7 negres peó · g7 negres peó · h7 negres peó · c6 negres peó · c5 blanques dama · g5 blanques peó · d4 blanques torre · h4 blanques peó · a2 negres alfil · b2 blanques peó · c1 blanques rei · d1 blanques torre · g1 negres dama | b8 negres torre · g8 negres rei · a7 negres peó · f7 negres peó · g7 negres peó · h7 negres peó · c6 negres peó · c5 blanques dama · g5 blanques peó · d4 blanques torre · h4 blanques peó · a2 negres alfil · b2 blanques peó · c1 blanques rei · d1 blanques torre · g1 negres dama | b8 negres torre · g8 negres rei · a7 negres peó · f7 negres peó · g7 negres peó · h7 negres peó · c6 negres peó · c5 blanques dama · g5 blanques peó · d4 blanques torre · h4 blanques peó · a2 negres alfil · b2 blanques peó · c1 blanques rei · d1 blanques torre · g1 negres dama | b8 negres torre · g8 negres rei · a7 negres peó · f7 negres peó · g7 negres peó · h7 negres peó · c6 negres peó · c5 blanques dama · g5 blanques peó · d4 blanques torre · h4 blanques peó · a2 negres alfil · b2 blanques peó · c1 blanques rei · d1 blanques torre · g1 negres dama | b8 negres torre · g8 negres rei · a7 negres peó · f7 negres peó · g7 negres peó · h7 negres peó · c6 negres peó · c5 blanques dama · g5 blanques peó · d4 blanques torre · h4 blanques peó · a2 negres alfil · b2 blanques peó · c1 blanques rei · d1 blanques torre · g1 negres dama | b8 negres torre · g8 negres rei · a7 negres peó · f7 negres peó · g7 negres peó · h7 negres peó · c6 negres peó · c5 blanques dama · g5 blanques peó · d4 blanques torre · h4 blanques peó · a2 negres alfil · b2 blanques peó · c1 blanques rei · d1 blanques torre · g1 negres dama | 2 |
| 1 | b8 negres torre · g8 negres rei · a7 negres peó · f7 negres peó · g7 negres peó · h7 negres peó · c6 negres peó · c5 blanques dama · g5 blanques peó · d4 blanques torre · h4 blanques peó · a2 negres alfil · b2 blanques peó · c1 blanques rei · d1 blanques torre · g1 negres dama | b8 negres torre · g8 negres rei · a7 negres peó · f7 negres peó · g7 negres peó · h7 negres peó · c6 negres peó · c5 blanques dama · g5 blanques peó · d4 blanques torre · h4 blanques peó · a2 negres alfil · b2 blanques peó · c1 blanques rei · d1 blanques torre · g1 negres dama | b8 negres torre · g8 negres rei · a7 negres peó · f7 negres peó · g7 negres peó · h7 negres peó · c6 negres peó · c5 blanques dama · g5 blanques peó · d4 blanques torre · h4 blanques peó · a2 negres alfil · b2 blanques peó · c1 blanques rei · d1 blanques torre · g1 negres dama | b8 negres torre · g8 negres rei · a7 negres peó · f7 negres peó · g7 negres peó · h7 negres peó · c6 negres peó · c5 blanques dama · g5 blanques peó · d4 blanques torre · h4 blanques peó · a2 negres alfil · b2 blanques peó · c1 blanques rei · d1 blanques torre · g1 negres dama | b8 negres torre · g8 negres rei · a7 negres peó · f7 negres peó · g7 negres peó · h7 negres peó · c6 negres peó · c5 blanques dama · g5 blanques peó · d4 blanques torre · h4 blanques peó · a2 negres alfil · b2 blanques peó · c1 blanques rei · d1 blanques torre · g1 negres dama | b8 negres torre · g8 negres rei · a7 negres peó · f7 negres peó · g7 negres peó · h7 negres peó · c6 negres peó · c5 blanques dama · g5 blanques peó · d4 blanques torre · h4 blanques peó · a2 negres alfil · b2 blanques peó · c1 blanques rei · d1 blanques torre · g1 negres dama | b8 negres torre · g8 negres rei · a7 negres peó · f7 negres peó · g7 negres peó · h7 negres peó · c6 negres peó · c5 blanques dama · g5 blanques peó · d4 blanques torre · h4 blanques peó · a2 negres alfil · b2 blanques peó · c1 blanques rei · d1 blanques torre · g1 negres dama | b8 negres torre · g8 negres rei · a7 negres peó · f7 negres peó · g7 negres peó · h7 negres peó · c6 negres peó · c5 blanques dama · g5 blanques peó · d4 blanques torre · h4 blanques peó · a2 negres alfil · b2 blanques peó · c1 blanques rei · d1 blanques torre · g1 negres dama | 1 |
|   | a | b | c | d | e | f | g | h |   |

Data - 11 de novembre

Blanques - Garri Kaspàrov

Negres - X3D Fritz

Obertura - Semieslava: variant Stoltz (ECO:D45)
Notació de la partida 1
1. Cf3 d5 2. c4 c6 3. d4 Cf6 4. Cc3 e6 5. e3 Cbd7 6. Dc2 Ad6 7. g4 Ab4 8. Ad2 De7 9. Tg1 Axc3 10. Axc3 Ce4 11. O-O-O Df6 12. Ae2 Cxf2 13. Tdf1 Ce4 14. Ab4 c5 15. cxd5 exd5 16. dxc5 De7 17. Cd4 O-O 18. Cf5 De5 19. c6 bxc6 20. Axf8 Rxf8 21. Cg3 Cdc5 22. Cxe4 Cxe4 23. Ad3 Ae6 24. Axe4 dxe4 25. Tf4 Ad5 26. Dc5+ Rg8 27. Tgf1 Tb8 28. T1f2 Dc7 29. Tc2 Dd7 30. h4 Dd8 31. g5 Axa2 32. Txe4 Dd3 33. Td4 Dxe3+ 34. Tcd2 De1+ 35. Td1 De3+ 36. T1d2 Dg1+ 37. Td1

½-½

## Partida 2
En la segona partida Fritz va jugar una Ruy López. Kaspàrov va plantejar la defensa berlinesa amb 3 ... CF6, el mateix moviment que va jugar un any abans Vladímir Kràmnik contra Deep Fritz a Bahrein, i amb el qual el rus s'havia acabat imposant. No obstant això, Fritz va intentar evadir la línia principal (4.0-0 Cxe4 5.d4 Cd6 6.Axc6 dxc6 7.dxe5 Cf5 8.Dxd8 + Rxd8), i va preferir jugar 4.d3. Kaspàrov semblava estar a l'altura i en igualtat de condicions d'aspirar al triomf, fins que al moviment 32 va cometre un error en dificultats de temps i finalment va perdre la partida.
|   | a | b | c | d | e | f | g | h |   |
| 8 | e8 blanques torre · g8 negres torre · b7 negres peó · d7 blanques dama · h7 negres rei · g6 negres dama · h6 negres alfil · a5 blanques peó · d5 blanques peó · h5 negres peó · d4 negres peó · g4 negres peó · f2 blanques peó · g2 blanques peó · h2 blanques peó · f1 blanques cavall · g1 blanques rei | e8 blanques torre · g8 negres torre · b7 negres peó · d7 blanques dama · h7 negres rei · g6 negres dama · h6 negres alfil · a5 blanques peó · d5 blanques peó · h5 negres peó · d4 negres peó · g4 negres peó · f2 blanques peó · g2 blanques peó · h2 blanques peó · f1 blanques cavall · g1 blanques rei | e8 blanques torre · g8 negres torre · b7 negres peó · d7 blanques dama · h7 negres rei · g6 negres dama · h6 negres alfil · a5 blanques peó · d5 blanques peó · h5 negres peó · d4 negres peó · g4 negres peó · f2 blanques peó · g2 blanques peó · h2 blanques peó · f1 blanques cavall · g1 blanques rei | e8 blanques torre · g8 negres torre · b7 negres peó · d7 blanques dama · h7 negres rei · g6 negres dama · h6 negres alfil · a5 blanques peó · d5 blanques peó · h5 negres peó · d4 negres peó · g4 negres peó · f2 blanques peó · g2 blanques peó · h2 blanques peó · f1 blanques cavall · g1 blanques rei | e8 blanques torre · g8 negres torre · b7 negres peó · d7 blanques dama · h7 negres rei · g6 negres dama · h6 negres alfil · a5 blanques peó · d5 blanques peó · h5 negres peó · d4 negres peó · g4 negres peó · f2 blanques peó · g2 blanques peó · h2 blanques peó · f1 blanques cavall · g1 blanques rei | e8 blanques torre · g8 negres torre · b7 negres peó · d7 blanques dama · h7 negres rei · g6 negres dama · h6 negres alfil · a5 blanques peó · d5 blanques peó · h5 negres peó · d4 negres peó · g4 negres peó · f2 blanques peó · g2 blanques peó · h2 blanques peó · f1 blanques cavall · g1 blanques rei | e8 blanques torre · g8 negres torre · b7 negres peó · d7 blanques dama · h7 negres rei · g6 negres dama · h6 negres alfil · a5 blanques peó · d5 blanques peó · h5 negres peó · d4 negres peó · g4 negres peó · f2 blanques peó · g2 blanques peó · h2 blanques peó · f1 blanques cavall · g1 blanques rei | e8 blanques torre · g8 negres torre · b7 negres peó · d7 blanques dama · h7 negres rei · g6 negres dama · h6 negres alfil · a5 blanques peó · d5 blanques peó · h5 negres peó · d4 negres peó · g4 negres peó · f2 blanques peó · g2 blanques peó · h2 blanques peó · f1 blanques cavall · g1 blanques rei | 8 |
| 7 | e8 blanques torre · g8 negres torre · b7 negres peó · d7 blanques dama · h7 negres rei · g6 negres dama · h6 negres alfil · a5 blanques peó · d5 blanques peó · h5 negres peó · d4 negres peó · g4 negres peó · f2 blanques peó · g2 blanques peó · h2 blanques peó · f1 blanques cavall · g1 blanques rei | e8 blanques torre · g8 negres torre · b7 negres peó · d7 blanques dama · h7 negres rei · g6 negres dama · h6 negres alfil · a5 blanques peó · d5 blanques peó · h5 negres peó · d4 negres peó · g4 negres peó · f2 blanques peó · g2 blanques peó · h2 blanques peó · f1 blanques cavall · g1 blanques rei | e8 blanques torre · g8 negres torre · b7 negres peó · d7 blanques dama · h7 negres rei · g6 negres dama · h6 negres alfil · a5 blanques peó · d5 blanques peó · h5 negres peó · d4 negres peó · g4 negres peó · f2 blanques peó · g2 blanques peó · h2 blanques peó · f1 blanques cavall · g1 blanques rei | e8 blanques torre · g8 negres torre · b7 negres peó · d7 blanques dama · h7 negres rei · g6 negres dama · h6 negres alfil · a5 blanques peó · d5 blanques peó · h5 negres peó · d4 negres peó · g4 negres peó · f2 blanques peó · g2 blanques peó · h2 blanques peó · f1 blanques cavall · g1 blanques rei | e8 blanques torre · g8 negres torre · b7 negres peó · d7 blanques dama · h7 negres rei · g6 negres dama · h6 negres alfil · a5 blanques peó · d5 blanques peó · h5 negres peó · d4 negres peó · g4 negres peó · f2 blanques peó · g2 blanques peó · h2 blanques peó · f1 blanques cavall · g1 blanques rei | e8 blanques torre · g8 negres torre · b7 negres peó · d7 blanques dama · h7 negres rei · g6 negres dama · h6 negres alfil · a5 blanques peó · d5 blanques peó · h5 negres peó · d4 negres peó · g4 negres peó · f2 blanques peó · g2 blanques peó · h2 blanques peó · f1 blanques cavall · g1 blanques rei | e8 blanques torre · g8 negres torre · b7 negres peó · d7 blanques dama · h7 negres rei · g6 negres dama · h6 negres alfil · a5 blanques peó · d5 blanques peó · h5 negres peó · d4 negres peó · g4 negres peó · f2 blanques peó · g2 blanques peó · h2 blanques peó · f1 blanques cavall · g1 blanques rei | e8 blanques torre · g8 negres torre · b7 negres peó · d7 blanques dama · h7 negres rei · g6 negres dama · h6 negres alfil · a5 blanques peó · d5 blanques peó · h5 negres peó · d4 negres peó · g4 negres peó · f2 blanques peó · g2 blanques peó · h2 blanques peó · f1 blanques cavall · g1 blanques rei | 7 |
| 6 | e8 blanques torre · g8 negres torre · b7 negres peó · d7 blanques dama · h7 negres rei · g6 negres dama · h6 negres alfil · a5 blanques peó · d5 blanques peó · h5 negres peó · d4 negres peó · g4 negres peó · f2 blanques peó · g2 blanques peó · h2 blanques peó · f1 blanques cavall · g1 blanques rei | e8 blanques torre · g8 negres torre · b7 negres peó · d7 blanques dama · h7 negres rei · g6 negres dama · h6 negres alfil · a5 blanques peó · d5 blanques peó · h5 negres peó · d4 negres peó · g4 negres peó · f2 blanques peó · g2 blanques peó · h2 blanques peó · f1 blanques cavall · g1 blanques rei | e8 blanques torre · g8 negres torre · b7 negres peó · d7 blanques dama · h7 negres rei · g6 negres dama · h6 negres alfil · a5 blanques peó · d5 blanques peó · h5 negres peó · d4 negres peó · g4 negres peó · f2 blanques peó · g2 blanques peó · h2 blanques peó · f1 blanques cavall · g1 blanques rei | e8 blanques torre · g8 negres torre · b7 negres peó · d7 blanques dama · h7 negres rei · g6 negres dama · h6 negres alfil · a5 blanques peó · d5 blanques peó · h5 negres peó · d4 negres peó · g4 negres peó · f2 blanques peó · g2 blanques peó · h2 blanques peó · f1 blanques cavall · g1 blanques rei | e8 blanques torre · g8 negres torre · b7 negres peó · d7 blanques dama · h7 negres rei · g6 negres dama · h6 negres alfil · a5 blanques peó · d5 blanques peó · h5 negres peó · d4 negres peó · g4 negres peó · f2 blanques peó · g2 blanques peó · h2 blanques peó · f1 blanques cavall · g1 blanques rei | e8 blanques torre · g8 negres torre · b7 negres peó · d7 blanques dama · h7 negres rei · g6 negres dama · h6 negres alfil · a5 blanques peó · d5 blanques peó · h5 negres peó · d4 negres peó · g4 negres peó · f2 blanques peó · g2 blanques peó · h2 blanques peó · f1 blanques cavall · g1 blanques rei | e8 blanques torre · g8 negres torre · b7 negres peó · d7 blanques dama · h7 negres rei · g6 negres dama · h6 negres alfil · a5 blanques peó · d5 blanques peó · h5 negres peó · d4 negres peó · g4 negres peó · f2 blanques peó · g2 blanques peó · h2 blanques peó · f1 blanques cavall · g1 blanques rei | e8 blanques torre · g8 negres torre · b7 negres peó · d7 blanques dama · h7 negres rei · g6 negres dama · h6 negres alfil · a5 blanques peó · d5 blanques peó · h5 negres peó · d4 negres peó · g4 negres peó · f2 blanques peó · g2 blanques peó · h2 blanques peó · f1 blanques cavall · g1 blanques rei | 6 |
| 5 | e8 blanques torre · g8 negres torre · b7 negres peó · d7 blanques dama · h7 negres rei · g6 negres dama · h6 negres alfil · a5 blanques peó · d5 blanques peó · h5 negres peó · d4 negres peó · g4 negres peó · f2 blanques peó · g2 blanques peó · h2 blanques peó · f1 blanques cavall · g1 blanques rei | e8 blanques torre · g8 negres torre · b7 negres peó · d7 blanques dama · h7 negres rei · g6 negres dama · h6 negres alfil · a5 blanques peó · d5 blanques peó · h5 negres peó · d4 negres peó · g4 negres peó · f2 blanques peó · g2 blanques peó · h2 blanques peó · f1 blanques cavall · g1 blanques rei | e8 blanques torre · g8 negres torre · b7 negres peó · d7 blanques dama · h7 negres rei · g6 negres dama · h6 negres alfil · a5 blanques peó · d5 blanques peó · h5 negres peó · d4 negres peó · g4 negres peó · f2 blanques peó · g2 blanques peó · h2 blanques peó · f1 blanques cavall · g1 blanques rei | e8 blanques torre · g8 negres torre · b7 negres peó · d7 blanques dama · h7 negres rei · g6 negres dama · h6 negres alfil · a5 blanques peó · d5 blanques peó · h5 negres peó · d4 negres peó · g4 negres peó · f2 blanques peó · g2 blanques peó · h2 blanques peó · f1 blanques cavall · g1 blanques rei | e8 blanques torre · g8 negres torre · b7 negres peó · d7 blanques dama · h7 negres rei · g6 negres dama · h6 negres alfil · a5 blanques peó · d5 blanques peó · h5 negres peó · d4 negres peó · g4 negres peó · f2 blanques peó · g2 blanques peó · h2 blanques peó · f1 blanques cavall · g1 blanques rei | e8 blanques torre · g8 negres torre · b7 negres peó · d7 blanques dama · h7 negres rei · g6 negres dama · h6 negres alfil · a5 blanques peó · d5 blanques peó · h5 negres peó · d4 negres peó · g4 negres peó · f2 blanques peó · g2 blanques peó · h2 blanques peó · f1 blanques cavall · g1 blanques rei | e8 blanques torre · g8 negres torre · b7 negres peó · d7 blanques dama · h7 negres rei · g6 negres dama · h6 negres alfil · a5 blanques peó · d5 blanques peó · h5 negres peó · d4 negres peó · g4 negres peó · f2 blanques peó · g2 blanques peó · h2 blanques peó · f1 blanques cavall · g1 blanques rei | e8 blanques torre · g8 negres torre · b7 negres peó · d7 blanques dama · h7 negres rei · g6 negres dama · h6 negres alfil · a5 blanques peó · d5 blanques peó · h5 negres peó · d4 negres peó · g4 negres peó · f2 blanques peó · g2 blanques peó · h2 blanques peó · f1 blanques cavall · g1 blanques rei | 5 |
| 4 | e8 blanques torre · g8 negres torre · b7 negres peó · d7 blanques dama · h7 negres rei · g6 negres dama · h6 negres alfil · a5 blanques peó · d5 blanques peó · h5 negres peó · d4 negres peó · g4 negres peó · f2 blanques peó · g2 blanques peó · h2 blanques peó · f1 blanques cavall · g1 blanques rei | e8 blanques torre · g8 negres torre · b7 negres peó · d7 blanques dama · h7 negres rei · g6 negres dama · h6 negres alfil · a5 blanques peó · d5 blanques peó · h5 negres peó · d4 negres peó · g4 negres peó · f2 blanques peó · g2 blanques peó · h2 blanques peó · f1 blanques cavall · g1 blanques rei | e8 blanques torre · g8 negres torre · b7 negres peó · d7 blanques dama · h7 negres rei · g6 negres dama · h6 negres alfil · a5 blanques peó · d5 blanques peó · h5 negres peó · d4 negres peó · g4 negres peó · f2 blanques peó · g2 blanques peó · h2 blanques peó · f1 blanques cavall · g1 blanques rei | e8 blanques torre · g8 negres torre · b7 negres peó · d7 blanques dama · h7 negres rei · g6 negres dama · h6 negres alfil · a5 blanques peó · d5 blanques peó · h5 negres peó · d4 negres peó · g4 negres peó · f2 blanques peó · g2 blanques peó · h2 blanques peó · f1 blanques cavall · g1 blanques rei | e8 blanques torre · g8 negres torre · b7 negres peó · d7 blanques dama · h7 negres rei · g6 negres dama · h6 negres alfil · a5 blanques peó · d5 blanques peó · h5 negres peó · d4 negres peó · g4 negres peó · f2 blanques peó · g2 blanques peó · h2 blanques peó · f1 blanques cavall · g1 blanques rei | e8 blanques torre · g8 negres torre · b7 negres peó · d7 blanques dama · h7 negres rei · g6 negres dama · h6 negres alfil · a5 blanques peó · d5 blanques peó · h5 negres peó · d4 negres peó · g4 negres peó · f2 blanques peó · g2 blanques peó · h2 blanques peó · f1 blanques cavall · g1 blanques rei | e8 blanques torre · g8 negres torre · b7 negres peó · d7 blanques dama · h7 negres rei · g6 negres dama · h6 negres alfil · a5 blanques peó · d5 blanques peó · h5 negres peó · d4 negres peó · g4 negres peó · f2 blanques peó · g2 blanques peó · h2 blanques peó · f1 blanques cavall · g1 blanques rei | e8 blanques torre · g8 negres torre · b7 negres peó · d7 blanques dama · h7 negres rei · g6 negres dama · h6 negres alfil · a5 blanques peó · d5 blanques peó · h5 negres peó · d4 negres peó · g4 negres peó · f2 blanques peó · g2 blanques peó · h2 blanques peó · f1 blanques cavall · g1 blanques rei | 4 |
| 3 | e8 blanques torre · g8 negres torre · b7 negres peó · d7 blanques dama · h7 negres rei · g6 negres dama · h6 negres alfil · a5 blanques peó · d5 blanques peó · h5 negres peó · d4 negres peó · g4 negres peó · f2 blanques peó · g2 blanques peó · h2 blanques peó · f1 blanques cavall · g1 blanques rei | e8 blanques torre · g8 negres torre · b7 negres peó · d7 blanques dama · h7 negres rei · g6 negres dama · h6 negres alfil · a5 blanques peó · d5 blanques peó · h5 negres peó · d4 negres peó · g4 negres peó · f2 blanques peó · g2 blanques peó · h2 blanques peó · f1 blanques cavall · g1 blanques rei | e8 blanques torre · g8 negres torre · b7 negres peó · d7 blanques dama · h7 negres rei · g6 negres dama · h6 negres alfil · a5 blanques peó · d5 blanques peó · h5 negres peó · d4 negres peó · g4 negres peó · f2 blanques peó · g2 blanques peó · h2 blanques peó · f1 blanques cavall · g1 blanques rei | e8 blanques torre · g8 negres torre · b7 negres peó · d7 blanques dama · h7 negres rei · g6 negres dama · h6 negres alfil · a5 blanques peó · d5 blanques peó · h5 negres peó · d4 negres peó · g4 negres peó · f2 blanques peó · g2 blanques peó · h2 blanques peó · f1 blanques cavall · g1 blanques rei | e8 blanques torre · g8 negres torre · b7 negres peó · d7 blanques dama · h7 negres rei · g6 negres dama · h6 negres alfil · a5 blanques peó · d5 blanques peó · h5 negres peó · d4 negres peó · g4 negres peó · f2 blanques peó · g2 blanques peó · h2 blanques peó · f1 blanques cavall · g1 blanques rei | e8 blanques torre · g8 negres torre · b7 negres peó · d7 blanques dama · h7 negres rei · g6 negres dama · h6 negres alfil · a5 blanques peó · d5 blanques peó · h5 negres peó · d4 negres peó · g4 negres peó · f2 blanques peó · g2 blanques peó · h2 blanques peó · f1 blanques cavall · g1 blanques rei | e8 blanques torre · g8 negres torre · b7 negres peó · d7 blanques dama · h7 negres rei · g6 negres dama · h6 negres alfil · a5 blanques peó · d5 blanques peó · h5 negres peó · d4 negres peó · g4 negres peó · f2 blanques peó · g2 blanques peó · h2 blanques peó · f1 blanques cavall · g1 blanques rei | e8 blanques torre · g8 negres torre · b7 negres peó · d7 blanques dama · h7 negres rei · g6 negres dama · h6 negres alfil · a5 blanques peó · d5 blanques peó · h5 negres peó · d4 negres peó · g4 negres peó · f2 blanques peó · g2 blanques peó · h2 blanques peó · f1 blanques cavall · g1 blanques rei | 3 |
| 2 | e8 blanques torre · g8 negres torre · b7 negres peó · d7 blanques dama · h7 negres rei · g6 negres dama · h6 negres alfil · a5 blanques peó · d5 blanques peó · h5 negres peó · d4 negres peó · g4 negres peó · f2 blanques peó · g2 blanques peó · h2 blanques peó · f1 blanques cavall · g1 blanques rei | e8 blanques torre · g8 negres torre · b7 negres peó · d7 blanques dama · h7 negres rei · g6 negres dama · h6 negres alfil · a5 blanques peó · d5 blanques peó · h5 negres peó · d4 negres peó · g4 negres peó · f2 blanques peó · g2 blanques peó · h2 blanques peó · f1 blanques cavall · g1 blanques rei | e8 blanques torre · g8 negres torre · b7 negres peó · d7 blanques dama · h7 negres rei · g6 negres dama · h6 negres alfil · a5 blanques peó · d5 blanques peó · h5 negres peó · d4 negres peó · g4 negres peó · f2 blanques peó · g2 blanques peó · h2 blanques peó · f1 blanques cavall · g1 blanques rei | e8 blanques torre · g8 negres torre · b7 negres peó · d7 blanques dama · h7 negres rei · g6 negres dama · h6 negres alfil · a5 blanques peó · d5 blanques peó · h5 negres peó · d4 negres peó · g4 negres peó · f2 blanques peó · g2 blanques peó · h2 blanques peó · f1 blanques cavall · g1 blanques rei | e8 blanques torre · g8 negres torre · b7 negres peó · d7 blanques dama · h7 negres rei · g6 negres dama · h6 negres alfil · a5 blanques peó · d5 blanques peó · h5 negres peó · d4 negres peó · g4 negres peó · f2 blanques peó · g2 blanques peó · h2 blanques peó · f1 blanques cavall · g1 blanques rei | e8 blanques torre · g8 negres torre · b7 negres peó · d7 blanques dama · h7 negres rei · g6 negres dama · h6 negres alfil · a5 blanques peó · d5 blanques peó · h5 negres peó · d4 negres peó · g4 negres peó · f2 blanques peó · g2 blanques peó · h2 blanques peó · f1 blanques cavall · g1 blanques rei | e8 blanques torre · g8 negres torre · b7 negres peó · d7 blanques dama · h7 negres rei · g6 negres dama · h6 negres alfil · a5 blanques peó · d5 blanques peó · h5 negres peó · d4 negres peó · g4 negres peó · f2 blanques peó · g2 blanques peó · h2 blanques peó · f1 blanques cavall · g1 blanques rei | e8 blanques torre · g8 negres torre · b7 negres peó · d7 blanques dama · h7 negres rei · g6 negres dama · h6 negres alfil · a5 blanques peó · d5 blanques peó · h5 negres peó · d4 negres peó · g4 negres peó · f2 blanques peó · g2 blanques peó · h2 blanques peó · f1 blanques cavall · g1 blanques rei | 2 |
| 1 | e8 blanques torre · g8 negres torre · b7 negres peó · d7 blanques dama · h7 negres rei · g6 negres dama · h6 negres alfil · a5 blanques peó · d5 blanques peó · h5 negres peó · d4 negres peó · g4 negres peó · f2 blanques peó · g2 blanques peó · h2 blanques peó · f1 blanques cavall · g1 blanques rei | e8 blanques torre · g8 negres torre · b7 negres peó · d7 blanques dama · h7 negres rei · g6 negres dama · h6 negres alfil · a5 blanques peó · d5 blanques peó · h5 negres peó · d4 negres peó · g4 negres peó · f2 blanques peó · g2 blanques peó · h2 blanques peó · f1 blanques cavall · g1 blanques rei | e8 blanques torre · g8 negres torre · b7 negres peó · d7 blanques dama · h7 negres rei · g6 negres dama · h6 negres alfil · a5 blanques peó · d5 blanques peó · h5 negres peó · d4 negres peó · g4 negres peó · f2 blanques peó · g2 blanques peó · h2 blanques peó · f1 blanques cavall · g1 blanques rei | e8 blanques torre · g8 negres torre · b7 negres peó · d7 blanques dama · h7 negres rei · g6 negres dama · h6 negres alfil · a5 blanques peó · d5 blanques peó · h5 negres peó · d4 negres peó · g4 negres peó · f2 blanques peó · g2 blanques peó · h2 blanques peó · f1 blanques cavall · g1 blanques rei | e8 blanques torre · g8 negres torre · b7 negres peó · d7 blanques dama · h7 negres rei · g6 negres dama · h6 negres alfil · a5 blanques peó · d5 blanques peó · h5 negres peó · d4 negres peó · g4 negres peó · f2 blanques peó · g2 blanques peó · h2 blanques peó · f1 blanques cavall · g1 blanques rei | e8 blanques torre · g8 negres torre · b7 negres peó · d7 blanques dama · h7 negres rei · g6 negres dama · h6 negres alfil · a5 blanques peó · d5 blanques peó · h5 negres peó · d4 negres peó · g4 negres peó · f2 blanques peó · g2 blanques peó · h2 blanques peó · f1 blanques cavall · g1 blanques rei | e8 blanques torre · g8 negres torre · b7 negres peó · d7 blanques dama · h7 negres rei · g6 negres dama · h6 negres alfil · a5 blanques peó · d5 blanques peó · h5 negres peó · d4 negres peó · g4 negres peó · f2 blanques peó · g2 blanques peó · h2 blanques peó · f1 blanques cavall · g1 blanques rei | e8 blanques torre · g8 negres torre · b7 negres peó · d7 blanques dama · h7 negres rei · g6 negres dama · h6 negres alfil · a5 blanques peó · d5 blanques peó · h5 negres peó · d4 negres peó · g4 negres peó · f2 blanques peó · g2 blanques peó · h2 blanques peó · f1 blanques cavall · g1 blanques rei | 1 |
|   | a | b | c | d | e | f | g | h |   |

Data - 13 de novembre

Blanques - X3D Fritz

Negres - Garri Kaspàrov

Obertura - Ruy López: defensa berlinesa (ECO:C65)
Notació de la partida
1. e4 e5 2. Cf3 Cc6 3. Ab5 Cf6 4. d3 d6 5. c3 g6 6. O-O Ag7 7. Cbd2 O-O 8. Te1 Te8 9. d4 Ad7 10. d5 Ce7 11. Axd7 Cxd7 12. a4 h6 13. a5 a6 14. b4 f5 15. c4 Cf6 16. Ab2 Dd7 17. Tb1 g5 18. exf5 Dxf5 19. Cf1 Dh7 20. C3d2 Cf5 21. Ce4 Cxe4 22. Txe4 h5 23. Dd3 Tf8 24. Tbe1 Tf7 25. T1e2 g4 26. Db3 Taf8 27. c5 Dg6 28. cxd6 cxd6 29. b5 axb5 30. Dxb5 Ah6 31. Db6 Rh7 32. Db4 Tg7 33. Txe5 dxe5 34. Dxf8 Cd4 35. Axd4 exd4 36. Te8 Tg8 37. De7+ Tg7 38. Dd8 Tg8 39. Dd7+

1-0

## Partida 3
Tot i jugar-se una altra semieslava, Fritz va variar al cinquè moviment jugant 5 ... a6; Kaspàrov va respondre amb 6.c5, portant el joc cap a una posició molt més tancada, on els ordinadors no ho solen fer bé. Mentre la posició continuava tancada, Kaspàrov va aprofitar per guanyar un peó, i Fritz no semblava entendre massa bé la posició, col·locant les seves peces a la rereguarda i sense tenir cap pla aparent. Mentrestant, Kaspàrov va aprofitar el seu avantatge per dominar el flanc de dama i avançar el seu peó més avançat, fins que va tenir serioses amenaces de coronar i Fritz no va tenir altra sortida que la de l'abandonament.
|   | a | b | c | d | e | f | g | h |   |
| 8 | a8 negres torre · h8 negres rei · b7 negres torre · d7 negres dama · e7 negres cavall · f7 negres peó · g7 negres peó · h7 negres peó · a6 blanques cavall · b6 blanques peó · c6 negres peó · f6 negres cavall · h6 negres alfil · c5 blanques peó · d5 negres peó · d4 blanques peó · e4 negres peó · b3 blanques torre · c3 blanques alfil · e3 blanques peó · g3 blanques peó · h3 blanques peó · a2 blanques torre · c2 blanques dama · f2 blanques peó · a1 blanques rei · f1 blanques alfil | a8 negres torre · h8 negres rei · b7 negres torre · d7 negres dama · e7 negres cavall · f7 negres peó · g7 negres peó · h7 negres peó · a6 blanques cavall · b6 blanques peó · c6 negres peó · f6 negres cavall · h6 negres alfil · c5 blanques peó · d5 negres peó · d4 blanques peó · e4 negres peó · b3 blanques torre · c3 blanques alfil · e3 blanques peó · g3 blanques peó · h3 blanques peó · a2 blanques torre · c2 blanques dama · f2 blanques peó · a1 blanques rei · f1 blanques alfil | a8 negres torre · h8 negres rei · b7 negres torre · d7 negres dama · e7 negres cavall · f7 negres peó · g7 negres peó · h7 negres peó · a6 blanques cavall · b6 blanques peó · c6 negres peó · f6 negres cavall · h6 negres alfil · c5 blanques peó · d5 negres peó · d4 blanques peó · e4 negres peó · b3 blanques torre · c3 blanques alfil · e3 blanques peó · g3 blanques peó · h3 blanques peó · a2 blanques torre · c2 blanques dama · f2 blanques peó · a1 blanques rei · f1 blanques alfil | a8 negres torre · h8 negres rei · b7 negres torre · d7 negres dama · e7 negres cavall · f7 negres peó · g7 negres peó · h7 negres peó · a6 blanques cavall · b6 blanques peó · c6 negres peó · f6 negres cavall · h6 negres alfil · c5 blanques peó · d5 negres peó · d4 blanques peó · e4 negres peó · b3 blanques torre · c3 blanques alfil · e3 blanques peó · g3 blanques peó · h3 blanques peó · a2 blanques torre · c2 blanques dama · f2 blanques peó · a1 blanques rei · f1 blanques alfil | a8 negres torre · h8 negres rei · b7 negres torre · d7 negres dama · e7 negres cavall · f7 negres peó · g7 negres peó · h7 negres peó · a6 blanques cavall · b6 blanques peó · c6 negres peó · f6 negres cavall · h6 negres alfil · c5 blanques peó · d5 negres peó · d4 blanques peó · e4 negres peó · b3 blanques torre · c3 blanques alfil · e3 blanques peó · g3 blanques peó · h3 blanques peó · a2 blanques torre · c2 blanques dama · f2 blanques peó · a1 blanques rei · f1 blanques alfil | a8 negres torre · h8 negres rei · b7 negres torre · d7 negres dama · e7 negres cavall · f7 negres peó · g7 negres peó · h7 negres peó · a6 blanques cavall · b6 blanques peó · c6 negres peó · f6 negres cavall · h6 negres alfil · c5 blanques peó · d5 negres peó · d4 blanques peó · e4 negres peó · b3 blanques torre · c3 blanques alfil · e3 blanques peó · g3 blanques peó · h3 blanques peó · a2 blanques torre · c2 blanques dama · f2 blanques peó · a1 blanques rei · f1 blanques alfil | a8 negres torre · h8 negres rei · b7 negres torre · d7 negres dama · e7 negres cavall · f7 negres peó · g7 negres peó · h7 negres peó · a6 blanques cavall · b6 blanques peó · c6 negres peó · f6 negres cavall · h6 negres alfil · c5 blanques peó · d5 negres peó · d4 blanques peó · e4 negres peó · b3 blanques torre · c3 blanques alfil · e3 blanques peó · g3 blanques peó · h3 blanques peó · a2 blanques torre · c2 blanques dama · f2 blanques peó · a1 blanques rei · f1 blanques alfil | a8 negres torre · h8 negres rei · b7 negres torre · d7 negres dama · e7 negres cavall · f7 negres peó · g7 negres peó · h7 negres peó · a6 blanques cavall · b6 blanques peó · c6 negres peó · f6 negres cavall · h6 negres alfil · c5 blanques peó · d5 negres peó · d4 blanques peó · e4 negres peó · b3 blanques torre · c3 blanques alfil · e3 blanques peó · g3 blanques peó · h3 blanques peó · a2 blanques torre · c2 blanques dama · f2 blanques peó · a1 blanques rei · f1 blanques alfil | 8 |
| 7 | a8 negres torre · h8 negres rei · b7 negres torre · d7 negres dama · e7 negres cavall · f7 negres peó · g7 negres peó · h7 negres peó · a6 blanques cavall · b6 blanques peó · c6 negres peó · f6 negres cavall · h6 negres alfil · c5 blanques peó · d5 negres peó · d4 blanques peó · e4 negres peó · b3 blanques torre · c3 blanques alfil · e3 blanques peó · g3 blanques peó · h3 blanques peó · a2 blanques torre · c2 blanques dama · f2 blanques peó · a1 blanques rei · f1 blanques alfil | a8 negres torre · h8 negres rei · b7 negres torre · d7 negres dama · e7 negres cavall · f7 negres peó · g7 negres peó · h7 negres peó · a6 blanques cavall · b6 blanques peó · c6 negres peó · f6 negres cavall · h6 negres alfil · c5 blanques peó · d5 negres peó · d4 blanques peó · e4 negres peó · b3 blanques torre · c3 blanques alfil · e3 blanques peó · g3 blanques peó · h3 blanques peó · a2 blanques torre · c2 blanques dama · f2 blanques peó · a1 blanques rei · f1 blanques alfil | a8 negres torre · h8 negres rei · b7 negres torre · d7 negres dama · e7 negres cavall · f7 negres peó · g7 negres peó · h7 negres peó · a6 blanques cavall · b6 blanques peó · c6 negres peó · f6 negres cavall · h6 negres alfil · c5 blanques peó · d5 negres peó · d4 blanques peó · e4 negres peó · b3 blanques torre · c3 blanques alfil · e3 blanques peó · g3 blanques peó · h3 blanques peó · a2 blanques torre · c2 blanques dama · f2 blanques peó · a1 blanques rei · f1 blanques alfil | a8 negres torre · h8 negres rei · b7 negres torre · d7 negres dama · e7 negres cavall · f7 negres peó · g7 negres peó · h7 negres peó · a6 blanques cavall · b6 blanques peó · c6 negres peó · f6 negres cavall · h6 negres alfil · c5 blanques peó · d5 negres peó · d4 blanques peó · e4 negres peó · b3 blanques torre · c3 blanques alfil · e3 blanques peó · g3 blanques peó · h3 blanques peó · a2 blanques torre · c2 blanques dama · f2 blanques peó · a1 blanques rei · f1 blanques alfil | a8 negres torre · h8 negres rei · b7 negres torre · d7 negres dama · e7 negres cavall · f7 negres peó · g7 negres peó · h7 negres peó · a6 blanques cavall · b6 blanques peó · c6 negres peó · f6 negres cavall · h6 negres alfil · c5 blanques peó · d5 negres peó · d4 blanques peó · e4 negres peó · b3 blanques torre · c3 blanques alfil · e3 blanques peó · g3 blanques peó · h3 blanques peó · a2 blanques torre · c2 blanques dama · f2 blanques peó · a1 blanques rei · f1 blanques alfil | a8 negres torre · h8 negres rei · b7 negres torre · d7 negres dama · e7 negres cavall · f7 negres peó · g7 negres peó · h7 negres peó · a6 blanques cavall · b6 blanques peó · c6 negres peó · f6 negres cavall · h6 negres alfil · c5 blanques peó · d5 negres peó · d4 blanques peó · e4 negres peó · b3 blanques torre · c3 blanques alfil · e3 blanques peó · g3 blanques peó · h3 blanques peó · a2 blanques torre · c2 blanques dama · f2 blanques peó · a1 blanques rei · f1 blanques alfil | a8 negres torre · h8 negres rei · b7 negres torre · d7 negres dama · e7 negres cavall · f7 negres peó · g7 negres peó · h7 negres peó · a6 blanques cavall · b6 blanques peó · c6 negres peó · f6 negres cavall · h6 negres alfil · c5 blanques peó · d5 negres peó · d4 blanques peó · e4 negres peó · b3 blanques torre · c3 blanques alfil · e3 blanques peó · g3 blanques peó · h3 blanques peó · a2 blanques torre · c2 blanques dama · f2 blanques peó · a1 blanques rei · f1 blanques alfil | a8 negres torre · h8 negres rei · b7 negres torre · d7 negres dama · e7 negres cavall · f7 negres peó · g7 negres peó · h7 negres peó · a6 blanques cavall · b6 blanques peó · c6 negres peó · f6 negres cavall · h6 negres alfil · c5 blanques peó · d5 negres peó · d4 blanques peó · e4 negres peó · b3 blanques torre · c3 blanques alfil · e3 blanques peó · g3 blanques peó · h3 blanques peó · a2 blanques torre · c2 blanques dama · f2 blanques peó · a1 blanques rei · f1 blanques alfil | 7 |
| 6 | a8 negres torre · h8 negres rei · b7 negres torre · d7 negres dama · e7 negres cavall · f7 negres peó · g7 negres peó · h7 negres peó · a6 blanques cavall · b6 blanques peó · c6 negres peó · f6 negres cavall · h6 negres alfil · c5 blanques peó · d5 negres peó · d4 blanques peó · e4 negres peó · b3 blanques torre · c3 blanques alfil · e3 blanques peó · g3 blanques peó · h3 blanques peó · a2 blanques torre · c2 blanques dama · f2 blanques peó · a1 blanques rei · f1 blanques alfil | a8 negres torre · h8 negres rei · b7 negres torre · d7 negres dama · e7 negres cavall · f7 negres peó · g7 negres peó · h7 negres peó · a6 blanques cavall · b6 blanques peó · c6 negres peó · f6 negres cavall · h6 negres alfil · c5 blanques peó · d5 negres peó · d4 blanques peó · e4 negres peó · b3 blanques torre · c3 blanques alfil · e3 blanques peó · g3 blanques peó · h3 blanques peó · a2 blanques torre · c2 blanques dama · f2 blanques peó · a1 blanques rei · f1 blanques alfil | a8 negres torre · h8 negres rei · b7 negres torre · d7 negres dama · e7 negres cavall · f7 negres peó · g7 negres peó · h7 negres peó · a6 blanques cavall · b6 blanques peó · c6 negres peó · f6 negres cavall · h6 negres alfil · c5 blanques peó · d5 negres peó · d4 blanques peó · e4 negres peó · b3 blanques torre · c3 blanques alfil · e3 blanques peó · g3 blanques peó · h3 blanques peó · a2 blanques torre · c2 blanques dama · f2 blanques peó · a1 blanques rei · f1 blanques alfil | a8 negres torre · h8 negres rei · b7 negres torre · d7 negres dama · e7 negres cavall · f7 negres peó · g7 negres peó · h7 negres peó · a6 blanques cavall · b6 blanques peó · c6 negres peó · f6 negres cavall · h6 negres alfil · c5 blanques peó · d5 negres peó · d4 blanques peó · e4 negres peó · b3 blanques torre · c3 blanques alfil · e3 blanques peó · g3 blanques peó · h3 blanques peó · a2 blanques torre · c2 blanques dama · f2 blanques peó · a1 blanques rei · f1 blanques alfil | a8 negres torre · h8 negres rei · b7 negres torre · d7 negres dama · e7 negres cavall · f7 negres peó · g7 negres peó · h7 negres peó · a6 blanques cavall · b6 blanques peó · c6 negres peó · f6 negres cavall · h6 negres alfil · c5 blanques peó · d5 negres peó · d4 blanques peó · e4 negres peó · b3 blanques torre · c3 blanques alfil · e3 blanques peó · g3 blanques peó · h3 blanques peó · a2 blanques torre · c2 blanques dama · f2 blanques peó · a1 blanques rei · f1 blanques alfil | a8 negres torre · h8 negres rei · b7 negres torre · d7 negres dama · e7 negres cavall · f7 negres peó · g7 negres peó · h7 negres peó · a6 blanques cavall · b6 blanques peó · c6 negres peó · f6 negres cavall · h6 negres alfil · c5 blanques peó · d5 negres peó · d4 blanques peó · e4 negres peó · b3 blanques torre · c3 blanques alfil · e3 blanques peó · g3 blanques peó · h3 blanques peó · a2 blanques torre · c2 blanques dama · f2 blanques peó · a1 blanques rei · f1 blanques alfil | a8 negres torre · h8 negres rei · b7 negres torre · d7 negres dama · e7 negres cavall · f7 negres peó · g7 negres peó · h7 negres peó · a6 blanques cavall · b6 blanques peó · c6 negres peó · f6 negres cavall · h6 negres alfil · c5 blanques peó · d5 negres peó · d4 blanques peó · e4 negres peó · b3 blanques torre · c3 blanques alfil · e3 blanques peó · g3 blanques peó · h3 blanques peó · a2 blanques torre · c2 blanques dama · f2 blanques peó · a1 blanques rei · f1 blanques alfil | a8 negres torre · h8 negres rei · b7 negres torre · d7 negres dama · e7 negres cavall · f7 negres peó · g7 negres peó · h7 negres peó · a6 blanques cavall · b6 blanques peó · c6 negres peó · f6 negres cavall · h6 negres alfil · c5 blanques peó · d5 negres peó · d4 blanques peó · e4 negres peó · b3 blanques torre · c3 blanques alfil · e3 blanques peó · g3 blanques peó · h3 blanques peó · a2 blanques torre · c2 blanques dama · f2 blanques peó · a1 blanques rei · f1 blanques alfil | 6 |
| 5 | a8 negres torre · h8 negres rei · b7 negres torre · d7 negres dama · e7 negres cavall · f7 negres peó · g7 negres peó · h7 negres peó · a6 blanques cavall · b6 blanques peó · c6 negres peó · f6 negres cavall · h6 negres alfil · c5 blanques peó · d5 negres peó · d4 blanques peó · e4 negres peó · b3 blanques torre · c3 blanques alfil · e3 blanques peó · g3 blanques peó · h3 blanques peó · a2 blanques torre · c2 blanques dama · f2 blanques peó · a1 blanques rei · f1 blanques alfil | a8 negres torre · h8 negres rei · b7 negres torre · d7 negres dama · e7 negres cavall · f7 negres peó · g7 negres peó · h7 negres peó · a6 blanques cavall · b6 blanques peó · c6 negres peó · f6 negres cavall · h6 negres alfil · c5 blanques peó · d5 negres peó · d4 blanques peó · e4 negres peó · b3 blanques torre · c3 blanques alfil · e3 blanques peó · g3 blanques peó · h3 blanques peó · a2 blanques torre · c2 blanques dama · f2 blanques peó · a1 blanques rei · f1 blanques alfil | a8 negres torre · h8 negres rei · b7 negres torre · d7 negres dama · e7 negres cavall · f7 negres peó · g7 negres peó · h7 negres peó · a6 blanques cavall · b6 blanques peó · c6 negres peó · f6 negres cavall · h6 negres alfil · c5 blanques peó · d5 negres peó · d4 blanques peó · e4 negres peó · b3 blanques torre · c3 blanques alfil · e3 blanques peó · g3 blanques peó · h3 blanques peó · a2 blanques torre · c2 blanques dama · f2 blanques peó · a1 blanques rei · f1 blanques alfil | a8 negres torre · h8 negres rei · b7 negres torre · d7 negres dama · e7 negres cavall · f7 negres peó · g7 negres peó · h7 negres peó · a6 blanques cavall · b6 blanques peó · c6 negres peó · f6 negres cavall · h6 negres alfil · c5 blanques peó · d5 negres peó · d4 blanques peó · e4 negres peó · b3 blanques torre · c3 blanques alfil · e3 blanques peó · g3 blanques peó · h3 blanques peó · a2 blanques torre · c2 blanques dama · f2 blanques peó · a1 blanques rei · f1 blanques alfil | a8 negres torre · h8 negres rei · b7 negres torre · d7 negres dama · e7 negres cavall · f7 negres peó · g7 negres peó · h7 negres peó · a6 blanques cavall · b6 blanques peó · c6 negres peó · f6 negres cavall · h6 negres alfil · c5 blanques peó · d5 negres peó · d4 blanques peó · e4 negres peó · b3 blanques torre · c3 blanques alfil · e3 blanques peó · g3 blanques peó · h3 blanques peó · a2 blanques torre · c2 blanques dama · f2 blanques peó · a1 blanques rei · f1 blanques alfil | a8 negres torre · h8 negres rei · b7 negres torre · d7 negres dama · e7 negres cavall · f7 negres peó · g7 negres peó · h7 negres peó · a6 blanques cavall · b6 blanques peó · c6 negres peó · f6 negres cavall · h6 negres alfil · c5 blanques peó · d5 negres peó · d4 blanques peó · e4 negres peó · b3 blanques torre · c3 blanques alfil · e3 blanques peó · g3 blanques peó · h3 blanques peó · a2 blanques torre · c2 blanques dama · f2 blanques peó · a1 blanques rei · f1 blanques alfil | a8 negres torre · h8 negres rei · b7 negres torre · d7 negres dama · e7 negres cavall · f7 negres peó · g7 negres peó · h7 negres peó · a6 blanques cavall · b6 blanques peó · c6 negres peó · f6 negres cavall · h6 negres alfil · c5 blanques peó · d5 negres peó · d4 blanques peó · e4 negres peó · b3 blanques torre · c3 blanques alfil · e3 blanques peó · g3 blanques peó · h3 blanques peó · a2 blanques torre · c2 blanques dama · f2 blanques peó · a1 blanques rei · f1 blanques alfil | a8 negres torre · h8 negres rei · b7 negres torre · d7 negres dama · e7 negres cavall · f7 negres peó · g7 negres peó · h7 negres peó · a6 blanques cavall · b6 blanques peó · c6 negres peó · f6 negres cavall · h6 negres alfil · c5 blanques peó · d5 negres peó · d4 blanques peó · e4 negres peó · b3 blanques torre · c3 blanques alfil · e3 blanques peó · g3 blanques peó · h3 blanques peó · a2 blanques torre · c2 blanques dama · f2 blanques peó · a1 blanques rei · f1 blanques alfil | 5 |
| 4 | a8 negres torre · h8 negres rei · b7 negres torre · d7 negres dama · e7 negres cavall · f7 negres peó · g7 negres peó · h7 negres peó · a6 blanques cavall · b6 blanques peó · c6 negres peó · f6 negres cavall · h6 negres alfil · c5 blanques peó · d5 negres peó · d4 blanques peó · e4 negres peó · b3 blanques torre · c3 blanques alfil · e3 blanques peó · g3 blanques peó · h3 blanques peó · a2 blanques torre · c2 blanques dama · f2 blanques peó · a1 blanques rei · f1 blanques alfil | a8 negres torre · h8 negres rei · b7 negres torre · d7 negres dama · e7 negres cavall · f7 negres peó · g7 negres peó · h7 negres peó · a6 blanques cavall · b6 blanques peó · c6 negres peó · f6 negres cavall · h6 negres alfil · c5 blanques peó · d5 negres peó · d4 blanques peó · e4 negres peó · b3 blanques torre · c3 blanques alfil · e3 blanques peó · g3 blanques peó · h3 blanques peó · a2 blanques torre · c2 blanques dama · f2 blanques peó · a1 blanques rei · f1 blanques alfil | a8 negres torre · h8 negres rei · b7 negres torre · d7 negres dama · e7 negres cavall · f7 negres peó · g7 negres peó · h7 negres peó · a6 blanques cavall · b6 blanques peó · c6 negres peó · f6 negres cavall · h6 negres alfil · c5 blanques peó · d5 negres peó · d4 blanques peó · e4 negres peó · b3 blanques torre · c3 blanques alfil · e3 blanques peó · g3 blanques peó · h3 blanques peó · a2 blanques torre · c2 blanques dama · f2 blanques peó · a1 blanques rei · f1 blanques alfil | a8 negres torre · h8 negres rei · b7 negres torre · d7 negres dama · e7 negres cavall · f7 negres peó · g7 negres peó · h7 negres peó · a6 blanques cavall · b6 blanques peó · c6 negres peó · f6 negres cavall · h6 negres alfil · c5 blanques peó · d5 negres peó · d4 blanques peó · e4 negres peó · b3 blanques torre · c3 blanques alfil · e3 blanques peó · g3 blanques peó · h3 blanques peó · a2 blanques torre · c2 blanques dama · f2 blanques peó · a1 blanques rei · f1 blanques alfil | a8 negres torre · h8 negres rei · b7 negres torre · d7 negres dama · e7 negres cavall · f7 negres peó · g7 negres peó · h7 negres peó · a6 blanques cavall · b6 blanques peó · c6 negres peó · f6 negres cavall · h6 negres alfil · c5 blanques peó · d5 negres peó · d4 blanques peó · e4 negres peó · b3 blanques torre · c3 blanques alfil · e3 blanques peó · g3 blanques peó · h3 blanques peó · a2 blanques torre · c2 blanques dama · f2 blanques peó · a1 blanques rei · f1 blanques alfil | a8 negres torre · h8 negres rei · b7 negres torre · d7 negres dama · e7 negres cavall · f7 negres peó · g7 negres peó · h7 negres peó · a6 blanques cavall · b6 blanques peó · c6 negres peó · f6 negres cavall · h6 negres alfil · c5 blanques peó · d5 negres peó · d4 blanques peó · e4 negres peó · b3 blanques torre · c3 blanques alfil · e3 blanques peó · g3 blanques peó · h3 blanques peó · a2 blanques torre · c2 blanques dama · f2 blanques peó · a1 blanques rei · f1 blanques alfil | a8 negres torre · h8 negres rei · b7 negres torre · d7 negres dama · e7 negres cavall · f7 negres peó · g7 negres peó · h7 negres peó · a6 blanques cavall · b6 blanques peó · c6 negres peó · f6 negres cavall · h6 negres alfil · c5 blanques peó · d5 negres peó · d4 blanques peó · e4 negres peó · b3 blanques torre · c3 blanques alfil · e3 blanques peó · g3 blanques peó · h3 blanques peó · a2 blanques torre · c2 blanques dama · f2 blanques peó · a1 blanques rei · f1 blanques alfil | a8 negres torre · h8 negres rei · b7 negres torre · d7 negres dama · e7 negres cavall · f7 negres peó · g7 negres peó · h7 negres peó · a6 blanques cavall · b6 blanques peó · c6 negres peó · f6 negres cavall · h6 negres alfil · c5 blanques peó · d5 negres peó · d4 blanques peó · e4 negres peó · b3 blanques torre · c3 blanques alfil · e3 blanques peó · g3 blanques peó · h3 blanques peó · a2 blanques torre · c2 blanques dama · f2 blanques peó · a1 blanques rei · f1 blanques alfil | 4 |
| 3 | a8 negres torre · h8 negres rei · b7 negres torre · d7 negres dama · e7 negres cavall · f7 negres peó · g7 negres peó · h7 negres peó · a6 blanques cavall · b6 blanques peó · c6 negres peó · f6 negres cavall · h6 negres alfil · c5 blanques peó · d5 negres peó · d4 blanques peó · e4 negres peó · b3 blanques torre · c3 blanques alfil · e3 blanques peó · g3 blanques peó · h3 blanques peó · a2 blanques torre · c2 blanques dama · f2 blanques peó · a1 blanques rei · f1 blanques alfil | a8 negres torre · h8 negres rei · b7 negres torre · d7 negres dama · e7 negres cavall · f7 negres peó · g7 negres peó · h7 negres peó · a6 blanques cavall · b6 blanques peó · c6 negres peó · f6 negres cavall · h6 negres alfil · c5 blanques peó · d5 negres peó · d4 blanques peó · e4 negres peó · b3 blanques torre · c3 blanques alfil · e3 blanques peó · g3 blanques peó · h3 blanques peó · a2 blanques torre · c2 blanques dama · f2 blanques peó · a1 blanques rei · f1 blanques alfil | a8 negres torre · h8 negres rei · b7 negres torre · d7 negres dama · e7 negres cavall · f7 negres peó · g7 negres peó · h7 negres peó · a6 blanques cavall · b6 blanques peó · c6 negres peó · f6 negres cavall · h6 negres alfil · c5 blanques peó · d5 negres peó · d4 blanques peó · e4 negres peó · b3 blanques torre · c3 blanques alfil · e3 blanques peó · g3 blanques peó · h3 blanques peó · a2 blanques torre · c2 blanques dama · f2 blanques peó · a1 blanques rei · f1 blanques alfil | a8 negres torre · h8 negres rei · b7 negres torre · d7 negres dama · e7 negres cavall · f7 negres peó · g7 negres peó · h7 negres peó · a6 blanques cavall · b6 blanques peó · c6 negres peó · f6 negres cavall · h6 negres alfil · c5 blanques peó · d5 negres peó · d4 blanques peó · e4 negres peó · b3 blanques torre · c3 blanques alfil · e3 blanques peó · g3 blanques peó · h3 blanques peó · a2 blanques torre · c2 blanques dama · f2 blanques peó · a1 blanques rei · f1 blanques alfil | a8 negres torre · h8 negres rei · b7 negres torre · d7 negres dama · e7 negres cavall · f7 negres peó · g7 negres peó · h7 negres peó · a6 blanques cavall · b6 blanques peó · c6 negres peó · f6 negres cavall · h6 negres alfil · c5 blanques peó · d5 negres peó · d4 blanques peó · e4 negres peó · b3 blanques torre · c3 blanques alfil · e3 blanques peó · g3 blanques peó · h3 blanques peó · a2 blanques torre · c2 blanques dama · f2 blanques peó · a1 blanques rei · f1 blanques alfil | a8 negres torre · h8 negres rei · b7 negres torre · d7 negres dama · e7 negres cavall · f7 negres peó · g7 negres peó · h7 negres peó · a6 blanques cavall · b6 blanques peó · c6 negres peó · f6 negres cavall · h6 negres alfil · c5 blanques peó · d5 negres peó · d4 blanques peó · e4 negres peó · b3 blanques torre · c3 blanques alfil · e3 blanques peó · g3 blanques peó · h3 blanques peó · a2 blanques torre · c2 blanques dama · f2 blanques peó · a1 blanques rei · f1 blanques alfil | a8 negres torre · h8 negres rei · b7 negres torre · d7 negres dama · e7 negres cavall · f7 negres peó · g7 negres peó · h7 negres peó · a6 blanques cavall · b6 blanques peó · c6 negres peó · f6 negres cavall · h6 negres alfil · c5 blanques peó · d5 negres peó · d4 blanques peó · e4 negres peó · b3 blanques torre · c3 blanques alfil · e3 blanques peó · g3 blanques peó · h3 blanques peó · a2 blanques torre · c2 blanques dama · f2 blanques peó · a1 blanques rei · f1 blanques alfil | a8 negres torre · h8 negres rei · b7 negres torre · d7 negres dama · e7 negres cavall · f7 negres peó · g7 negres peó · h7 negres peó · a6 blanques cavall · b6 blanques peó · c6 negres peó · f6 negres cavall · h6 negres alfil · c5 blanques peó · d5 negres peó · d4 blanques peó · e4 negres peó · b3 blanques torre · c3 blanques alfil · e3 blanques peó · g3 blanques peó · h3 blanques peó · a2 blanques torre · c2 blanques dama · f2 blanques peó · a1 blanques rei · f1 blanques alfil | 3 |
| 2 | a8 negres torre · h8 negres rei · b7 negres torre · d7 negres dama · e7 negres cavall · f7 negres peó · g7 negres peó · h7 negres peó · a6 blanques cavall · b6 blanques peó · c6 negres peó · f6 negres cavall · h6 negres alfil · c5 blanques peó · d5 negres peó · d4 blanques peó · e4 negres peó · b3 blanques torre · c3 blanques alfil · e3 blanques peó · g3 blanques peó · h3 blanques peó · a2 blanques torre · c2 blanques dama · f2 blanques peó · a1 blanques rei · f1 blanques alfil | a8 negres torre · h8 negres rei · b7 negres torre · d7 negres dama · e7 negres cavall · f7 negres peó · g7 negres peó · h7 negres peó · a6 blanques cavall · b6 blanques peó · c6 negres peó · f6 negres cavall · h6 negres alfil · c5 blanques peó · d5 negres peó · d4 blanques peó · e4 negres peó · b3 blanques torre · c3 blanques alfil · e3 blanques peó · g3 blanques peó · h3 blanques peó · a2 blanques torre · c2 blanques dama · f2 blanques peó · a1 blanques rei · f1 blanques alfil | a8 negres torre · h8 negres rei · b7 negres torre · d7 negres dama · e7 negres cavall · f7 negres peó · g7 negres peó · h7 negres peó · a6 blanques cavall · b6 blanques peó · c6 negres peó · f6 negres cavall · h6 negres alfil · c5 blanques peó · d5 negres peó · d4 blanques peó · e4 negres peó · b3 blanques torre · c3 blanques alfil · e3 blanques peó · g3 blanques peó · h3 blanques peó · a2 blanques torre · c2 blanques dama · f2 blanques peó · a1 blanques rei · f1 blanques alfil | a8 negres torre · h8 negres rei · b7 negres torre · d7 negres dama · e7 negres cavall · f7 negres peó · g7 negres peó · h7 negres peó · a6 blanques cavall · b6 blanques peó · c6 negres peó · f6 negres cavall · h6 negres alfil · c5 blanques peó · d5 negres peó · d4 blanques peó · e4 negres peó · b3 blanques torre · c3 blanques alfil · e3 blanques peó · g3 blanques peó · h3 blanques peó · a2 blanques torre · c2 blanques dama · f2 blanques peó · a1 blanques rei · f1 blanques alfil | a8 negres torre · h8 negres rei · b7 negres torre · d7 negres dama · e7 negres cavall · f7 negres peó · g7 negres peó · h7 negres peó · a6 blanques cavall · b6 blanques peó · c6 negres peó · f6 negres cavall · h6 negres alfil · c5 blanques peó · d5 negres peó · d4 blanques peó · e4 negres peó · b3 blanques torre · c3 blanques alfil · e3 blanques peó · g3 blanques peó · h3 blanques peó · a2 blanques torre · c2 blanques dama · f2 blanques peó · a1 blanques rei · f1 blanques alfil | a8 negres torre · h8 negres rei · b7 negres torre · d7 negres dama · e7 negres cavall · f7 negres peó · g7 negres peó · h7 negres peó · a6 blanques cavall · b6 blanques peó · c6 negres peó · f6 negres cavall · h6 negres alfil · c5 blanques peó · d5 negres peó · d4 blanques peó · e4 negres peó · b3 blanques torre · c3 blanques alfil · e3 blanques peó · g3 blanques peó · h3 blanques peó · a2 blanques torre · c2 blanques dama · f2 blanques peó · a1 blanques rei · f1 blanques alfil | a8 negres torre · h8 negres rei · b7 negres torre · d7 negres dama · e7 negres cavall · f7 negres peó · g7 negres peó · h7 negres peó · a6 blanques cavall · b6 blanques peó · c6 negres peó · f6 negres cavall · h6 negres alfil · c5 blanques peó · d5 negres peó · d4 blanques peó · e4 negres peó · b3 blanques torre · c3 blanques alfil · e3 blanques peó · g3 blanques peó · h3 blanques peó · a2 blanques torre · c2 blanques dama · f2 blanques peó · a1 blanques rei · f1 blanques alfil | a8 negres torre · h8 negres rei · b7 negres torre · d7 negres dama · e7 negres cavall · f7 negres peó · g7 negres peó · h7 negres peó · a6 blanques cavall · b6 blanques peó · c6 negres peó · f6 negres cavall · h6 negres alfil · c5 blanques peó · d5 negres peó · d4 blanques peó · e4 negres peó · b3 blanques torre · c3 blanques alfil · e3 blanques peó · g3 blanques peó · h3 blanques peó · a2 blanques torre · c2 blanques dama · f2 blanques peó · a1 blanques rei · f1 blanques alfil | 2 |
| 1 | a8 negres torre · h8 negres rei · b7 negres torre · d7 negres dama · e7 negres cavall · f7 negres peó · g7 negres peó · h7 negres peó · a6 blanques cavall · b6 blanques peó · c6 negres peó · f6 negres cavall · h6 negres alfil · c5 blanques peó · d5 negres peó · d4 blanques peó · e4 negres peó · b3 blanques torre · c3 blanques alfil · e3 blanques peó · g3 blanques peó · h3 blanques peó · a2 blanques torre · c2 blanques dama · f2 blanques peó · a1 blanques rei · f1 blanques alfil | a8 negres torre · h8 negres rei · b7 negres torre · d7 negres dama · e7 negres cavall · f7 negres peó · g7 negres peó · h7 negres peó · a6 blanques cavall · b6 blanques peó · c6 negres peó · f6 negres cavall · h6 negres alfil · c5 blanques peó · d5 negres peó · d4 blanques peó · e4 negres peó · b3 blanques torre · c3 blanques alfil · e3 blanques peó · g3 blanques peó · h3 blanques peó · a2 blanques torre · c2 blanques dama · f2 blanques peó · a1 blanques rei · f1 blanques alfil | a8 negres torre · h8 negres rei · b7 negres torre · d7 negres dama · e7 negres cavall · f7 negres peó · g7 negres peó · h7 negres peó · a6 blanques cavall · b6 blanques peó · c6 negres peó · f6 negres cavall · h6 negres alfil · c5 blanques peó · d5 negres peó · d4 blanques peó · e4 negres peó · b3 blanques torre · c3 blanques alfil · e3 blanques peó · g3 blanques peó · h3 blanques peó · a2 blanques torre · c2 blanques dama · f2 blanques peó · a1 blanques rei · f1 blanques alfil | a8 negres torre · h8 negres rei · b7 negres torre · d7 negres dama · e7 negres cavall · f7 negres peó · g7 negres peó · h7 negres peó · a6 blanques cavall · b6 blanques peó · c6 negres peó · f6 negres cavall · h6 negres alfil · c5 blanques peó · d5 negres peó · d4 blanques peó · e4 negres peó · b3 blanques torre · c3 blanques alfil · e3 blanques peó · g3 blanques peó · h3 blanques peó · a2 blanques torre · c2 blanques dama · f2 blanques peó · a1 blanques rei · f1 blanques alfil | a8 negres torre · h8 negres rei · b7 negres torre · d7 negres dama · e7 negres cavall · f7 negres peó · g7 negres peó · h7 negres peó · a6 blanques cavall · b6 blanques peó · c6 negres peó · f6 negres cavall · h6 negres alfil · c5 blanques peó · d5 negres peó · d4 blanques peó · e4 negres peó · b3 blanques torre · c3 blanques alfil · e3 blanques peó · g3 blanques peó · h3 blanques peó · a2 blanques torre · c2 blanques dama · f2 blanques peó · a1 blanques rei · f1 blanques alfil | a8 negres torre · h8 negres rei · b7 negres torre · d7 negres dama · e7 negres cavall · f7 negres peó · g7 negres peó · h7 negres peó · a6 blanques cavall · b6 blanques peó · c6 negres peó · f6 negres cavall · h6 negres alfil · c5 blanques peó · d5 negres peó · d4 blanques peó · e4 negres peó · b3 blanques torre · c3 blanques alfil · e3 blanques peó · g3 blanques peó · h3 blanques peó · a2 blanques torre · c2 blanques dama · f2 blanques peó · a1 blanques rei · f1 blanques alfil | a8 negres torre · h8 negres rei · b7 negres torre · d7 negres dama · e7 negres cavall · f7 negres peó · g7 negres peó · h7 negres peó · a6 blanques cavall · b6 blanques peó · c6 negres peó · f6 negres cavall · h6 negres alfil · c5 blanques peó · d5 negres peó · d4 blanques peó · e4 negres peó · b3 blanques torre · c3 blanques alfil · e3 blanques peó · g3 blanques peó · h3 blanques peó · a2 blanques torre · c2 blanques dama · f2 blanques peó · a1 blanques rei · f1 blanques alfil | a8 negres torre · h8 negres rei · b7 negres torre · d7 negres dama · e7 negres cavall · f7 negres peó · g7 negres peó · h7 negres peó · a6 blanques cavall · b6 blanques peó · c6 negres peó · f6 negres cavall · h6 negres alfil · c5 blanques peó · d5 negres peó · d4 blanques peó · e4 negres peó · b3 blanques torre · c3 blanques alfil · e3 blanques peó · g3 blanques peó · h3 blanques peó · a2 blanques torre · c2 blanques dama · f2 blanques peó · a1 blanques rei · f1 blanques alfil | 1 |
|   | a | b | c | d | e | f | g | h |   |

Data - 16 de novembre

Blanques - Garri Kaspàrov

Negres - X3D Fritz

Obertura - Defensa semieslava (ECO:D45)
Notació de la partida
1. Cf3 Cf6 2. c4 e6 3. Cc3 d5 4. d4 c6 5. e3 a6 6. c5 Cbd7 7. b4 a5 8. b5 e5 9. Da4 Dc7 10. Aa3 e4 11. Cd2 Ae7 12. b6 Dd8 13. h3 O-O 14. Cb3 Ad6 15. Tb1 Ae7 16. Cxa5 Cb8 17. Ab4 Dd7 18. Tb2 De6 19. Dd1 Cfd7 20. a3 Dh6 21. Cb3 Ah4 22. Dd2 Cf6 23. Rd1 Ae6 24. Rc1 Td8 25. Tc2 Cbd7 26. Rb2 Cf8 27. a4 Cg6 28. a5 Ce7 29. a6 bxa6 30. Ca5 Tdb8 31. g3 Ag5 32. Ag2 Dg6 33. Ra1 Rh8 34. Ca2 Ad7 35. Bc3 Ce8 36. Cb4 Rg8 37. Tb1 Ac8 38. Ta2 Ah6 39. Af1 De6 40. Dd1 Cf6 41. Da4 Ab7 42. Cxb7 Txb7 43. Cxa6 Dd7 44. Dc2 Rh8 45. Tb3

1-0

## Partida 4
Fritz va jugar un gambit de dama acceptat, i Kaspàrov va continuar amb una línia que dos anys abans li havia donat resultat contra Kràmnik. Mentre que en aquella partida va canviar la seva dama per una torre, un alfil i un peó (mitjançant 13 ... Cxd5 14.Tad1 Cxf4 15.Txd8 Txd8), en aquesta partida va jugar més ràpidament, intercanviant les peces i realitzant unes taules ràpides. El matx va acabar empat 2-2.
|   | a | b | c | d | e | f | g | h |   |
| 8 | d8 blanques dama · g7 negres peó · h7 negres rei · h6 negres peó · a2 negres torre · f2 negres dama · g2 blanques peó · h2 blanques peó · d1 blanques torre · h1 blanques rei | d8 blanques dama · g7 negres peó · h7 negres rei · h6 negres peó · a2 negres torre · f2 negres dama · g2 blanques peó · h2 blanques peó · d1 blanques torre · h1 blanques rei | d8 blanques dama · g7 negres peó · h7 negres rei · h6 negres peó · a2 negres torre · f2 negres dama · g2 blanques peó · h2 blanques peó · d1 blanques torre · h1 blanques rei | d8 blanques dama · g7 negres peó · h7 negres rei · h6 negres peó · a2 negres torre · f2 negres dama · g2 blanques peó · h2 blanques peó · d1 blanques torre · h1 blanques rei | d8 blanques dama · g7 negres peó · h7 negres rei · h6 negres peó · a2 negres torre · f2 negres dama · g2 blanques peó · h2 blanques peó · d1 blanques torre · h1 blanques rei | d8 blanques dama · g7 negres peó · h7 negres rei · h6 negres peó · a2 negres torre · f2 negres dama · g2 blanques peó · h2 blanques peó · d1 blanques torre · h1 blanques rei | d8 blanques dama · g7 negres peó · h7 negres rei · h6 negres peó · a2 negres torre · f2 negres dama · g2 blanques peó · h2 blanques peó · d1 blanques torre · h1 blanques rei | d8 blanques dama · g7 negres peó · h7 negres rei · h6 negres peó · a2 negres torre · f2 negres dama · g2 blanques peó · h2 blanques peó · d1 blanques torre · h1 blanques rei | 8 |
| 7 | d8 blanques dama · g7 negres peó · h7 negres rei · h6 negres peó · a2 negres torre · f2 negres dama · g2 blanques peó · h2 blanques peó · d1 blanques torre · h1 blanques rei | d8 blanques dama · g7 negres peó · h7 negres rei · h6 negres peó · a2 negres torre · f2 negres dama · g2 blanques peó · h2 blanques peó · d1 blanques torre · h1 blanques rei | d8 blanques dama · g7 negres peó · h7 negres rei · h6 negres peó · a2 negres torre · f2 negres dama · g2 blanques peó · h2 blanques peó · d1 blanques torre · h1 blanques rei | d8 blanques dama · g7 negres peó · h7 negres rei · h6 negres peó · a2 negres torre · f2 negres dama · g2 blanques peó · h2 blanques peó · d1 blanques torre · h1 blanques rei | d8 blanques dama · g7 negres peó · h7 negres rei · h6 negres peó · a2 negres torre · f2 negres dama · g2 blanques peó · h2 blanques peó · d1 blanques torre · h1 blanques rei | d8 blanques dama · g7 negres peó · h7 negres rei · h6 negres peó · a2 negres torre · f2 negres dama · g2 blanques peó · h2 blanques peó · d1 blanques torre · h1 blanques rei | d8 blanques dama · g7 negres peó · h7 negres rei · h6 negres peó · a2 negres torre · f2 negres dama · g2 blanques peó · h2 blanques peó · d1 blanques torre · h1 blanques rei | d8 blanques dama · g7 negres peó · h7 negres rei · h6 negres peó · a2 negres torre · f2 negres dama · g2 blanques peó · h2 blanques peó · d1 blanques torre · h1 blanques rei | 7 |
| 6 | d8 blanques dama · g7 negres peó · h7 negres rei · h6 negres peó · a2 negres torre · f2 negres dama · g2 blanques peó · h2 blanques peó · d1 blanques torre · h1 blanques rei | d8 blanques dama · g7 negres peó · h7 negres rei · h6 negres peó · a2 negres torre · f2 negres dama · g2 blanques peó · h2 blanques peó · d1 blanques torre · h1 blanques rei | d8 blanques dama · g7 negres peó · h7 negres rei · h6 negres peó · a2 negres torre · f2 negres dama · g2 blanques peó · h2 blanques peó · d1 blanques torre · h1 blanques rei | d8 blanques dama · g7 negres peó · h7 negres rei · h6 negres peó · a2 negres torre · f2 negres dama · g2 blanques peó · h2 blanques peó · d1 blanques torre · h1 blanques rei | d8 blanques dama · g7 negres peó · h7 negres rei · h6 negres peó · a2 negres torre · f2 negres dama · g2 blanques peó · h2 blanques peó · d1 blanques torre · h1 blanques rei | d8 blanques dama · g7 negres peó · h7 negres rei · h6 negres peó · a2 negres torre · f2 negres dama · g2 blanques peó · h2 blanques peó · d1 blanques torre · h1 blanques rei | d8 blanques dama · g7 negres peó · h7 negres rei · h6 negres peó · a2 negres torre · f2 negres dama · g2 blanques peó · h2 blanques peó · d1 blanques torre · h1 blanques rei | d8 blanques dama · g7 negres peó · h7 negres rei · h6 negres peó · a2 negres torre · f2 negres dama · g2 blanques peó · h2 blanques peó · d1 blanques torre · h1 blanques rei | 6 |
| 5 | d8 blanques dama · g7 negres peó · h7 negres rei · h6 negres peó · a2 negres torre · f2 negres dama · g2 blanques peó · h2 blanques peó · d1 blanques torre · h1 blanques rei | d8 blanques dama · g7 negres peó · h7 negres rei · h6 negres peó · a2 negres torre · f2 negres dama · g2 blanques peó · h2 blanques peó · d1 blanques torre · h1 blanques rei | d8 blanques dama · g7 negres peó · h7 negres rei · h6 negres peó · a2 negres torre · f2 negres dama · g2 blanques peó · h2 blanques peó · d1 blanques torre · h1 blanques rei | d8 blanques dama · g7 negres peó · h7 negres rei · h6 negres peó · a2 negres torre · f2 negres dama · g2 blanques peó · h2 blanques peó · d1 blanques torre · h1 blanques rei | d8 blanques dama · g7 negres peó · h7 negres rei · h6 negres peó · a2 negres torre · f2 negres dama · g2 blanques peó · h2 blanques peó · d1 blanques torre · h1 blanques rei | d8 blanques dama · g7 negres peó · h7 negres rei · h6 negres peó · a2 negres torre · f2 negres dama · g2 blanques peó · h2 blanques peó · d1 blanques torre · h1 blanques rei | d8 blanques dama · g7 negres peó · h7 negres rei · h6 negres peó · a2 negres torre · f2 negres dama · g2 blanques peó · h2 blanques peó · d1 blanques torre · h1 blanques rei | d8 blanques dama · g7 negres peó · h7 negres rei · h6 negres peó · a2 negres torre · f2 negres dama · g2 blanques peó · h2 blanques peó · d1 blanques torre · h1 blanques rei | 5 |
| 4 | d8 blanques dama · g7 negres peó · h7 negres rei · h6 negres peó · a2 negres torre · f2 negres dama · g2 blanques peó · h2 blanques peó · d1 blanques torre · h1 blanques rei | d8 blanques dama · g7 negres peó · h7 negres rei · h6 negres peó · a2 negres torre · f2 negres dama · g2 blanques peó · h2 blanques peó · d1 blanques torre · h1 blanques rei | d8 blanques dama · g7 negres peó · h7 negres rei · h6 negres peó · a2 negres torre · f2 negres dama · g2 blanques peó · h2 blanques peó · d1 blanques torre · h1 blanques rei | d8 blanques dama · g7 negres peó · h7 negres rei · h6 negres peó · a2 negres torre · f2 negres dama · g2 blanques peó · h2 blanques peó · d1 blanques torre · h1 blanques rei | d8 blanques dama · g7 negres peó · h7 negres rei · h6 negres peó · a2 negres torre · f2 negres dama · g2 blanques peó · h2 blanques peó · d1 blanques torre · h1 blanques rei | d8 blanques dama · g7 negres peó · h7 negres rei · h6 negres peó · a2 negres torre · f2 negres dama · g2 blanques peó · h2 blanques peó · d1 blanques torre · h1 blanques rei | d8 blanques dama · g7 negres peó · h7 negres rei · h6 negres peó · a2 negres torre · f2 negres dama · g2 blanques peó · h2 blanques peó · d1 blanques torre · h1 blanques rei | d8 blanques dama · g7 negres peó · h7 negres rei · h6 negres peó · a2 negres torre · f2 negres dama · g2 blanques peó · h2 blanques peó · d1 blanques torre · h1 blanques rei | 4 |
| 3 | d8 blanques dama · g7 negres peó · h7 negres rei · h6 negres peó · a2 negres torre · f2 negres dama · g2 blanques peó · h2 blanques peó · d1 blanques torre · h1 blanques rei | d8 blanques dama · g7 negres peó · h7 negres rei · h6 negres peó · a2 negres torre · f2 negres dama · g2 blanques peó · h2 blanques peó · d1 blanques torre · h1 blanques rei | d8 blanques dama · g7 negres peó · h7 negres rei · h6 negres peó · a2 negres torre · f2 negres dama · g2 blanques peó · h2 blanques peó · d1 blanques torre · h1 blanques rei | d8 blanques dama · g7 negres peó · h7 negres rei · h6 negres peó · a2 negres torre · f2 negres dama · g2 blanques peó · h2 blanques peó · d1 blanques torre · h1 blanques rei | d8 blanques dama · g7 negres peó · h7 negres rei · h6 negres peó · a2 negres torre · f2 negres dama · g2 blanques peó · h2 blanques peó · d1 blanques torre · h1 blanques rei | d8 blanques dama · g7 negres peó · h7 negres rei · h6 negres peó · a2 negres torre · f2 negres dama · g2 blanques peó · h2 blanques peó · d1 blanques torre · h1 blanques rei | d8 blanques dama · g7 negres peó · h7 negres rei · h6 negres peó · a2 negres torre · f2 negres dama · g2 blanques peó · h2 blanques peó · d1 blanques torre · h1 blanques rei | d8 blanques dama · g7 negres peó · h7 negres rei · h6 negres peó · a2 negres torre · f2 negres dama · g2 blanques peó · h2 blanques peó · d1 blanques torre · h1 blanques rei | 3 |
| 2 | d8 blanques dama · g7 negres peó · h7 negres rei · h6 negres peó · a2 negres torre · f2 negres dama · g2 blanques peó · h2 blanques peó · d1 blanques torre · h1 blanques rei | d8 blanques dama · g7 negres peó · h7 negres rei · h6 negres peó · a2 negres torre · f2 negres dama · g2 blanques peó · h2 blanques peó · d1 blanques torre · h1 blanques rei | d8 blanques dama · g7 negres peó · h7 negres rei · h6 negres peó · a2 negres torre · f2 negres dama · g2 blanques peó · h2 blanques peó · d1 blanques torre · h1 blanques rei | d8 blanques dama · g7 negres peó · h7 negres rei · h6 negres peó · a2 negres torre · f2 negres dama · g2 blanques peó · h2 blanques peó · d1 blanques torre · h1 blanques rei | d8 blanques dama · g7 negres peó · h7 negres rei · h6 negres peó · a2 negres torre · f2 negres dama · g2 blanques peó · h2 blanques peó · d1 blanques torre · h1 blanques rei | d8 blanques dama · g7 negres peó · h7 negres rei · h6 negres peó · a2 negres torre · f2 negres dama · g2 blanques peó · h2 blanques peó · d1 blanques torre · h1 blanques rei | d8 blanques dama · g7 negres peó · h7 negres rei · h6 negres peó · a2 negres torre · f2 negres dama · g2 blanques peó · h2 blanques peó · d1 blanques torre · h1 blanques rei | d8 blanques dama · g7 negres peó · h7 negres rei · h6 negres peó · a2 negres torre · f2 negres dama · g2 blanques peó · h2 blanques peó · d1 blanques torre · h1 blanques rei | 2 |
| 1 | d8 blanques dama · g7 negres peó · h7 negres rei · h6 negres peó · a2 negres torre · f2 negres dama · g2 blanques peó · h2 blanques peó · d1 blanques torre · h1 blanques rei | d8 blanques dama · g7 negres peó · h7 negres rei · h6 negres peó · a2 negres torre · f2 negres dama · g2 blanques peó · h2 blanques peó · d1 blanques torre · h1 blanques rei | d8 blanques dama · g7 negres peó · h7 negres rei · h6 negres peó · a2 negres torre · f2 negres dama · g2 blanques peó · h2 blanques peó · d1 blanques torre · h1 blanques rei | d8 blanques dama · g7 negres peó · h7 negres rei · h6 negres peó · a2 negres torre · f2 negres dama · g2 blanques peó · h2 blanques peó · d1 blanques torre · h1 blanques rei | d8 blanques dama · g7 negres peó · h7 negres rei · h6 negres peó · a2 negres torre · f2 negres dama · g2 blanques peó · h2 blanques peó · d1 blanques torre · h1 blanques rei | d8 blanques dama · g7 negres peó · h7 negres rei · h6 negres peó · a2 negres torre · f2 negres dama · g2 blanques peó · h2 blanques peó · d1 blanques torre · h1 blanques rei | d8 blanques dama · g7 negres peó · h7 negres rei · h6 negres peó · a2 negres torre · f2 negres dama · g2 blanques peó · h2 blanques peó · d1 blanques torre · h1 blanques rei | d8 blanques dama · g7 negres peó · h7 negres rei · h6 negres peó · a2 negres torre · f2 negres dama · g2 blanques peó · h2 blanques peó · d1 blanques torre · h1 blanques rei | 1 |
|   | a | b | c | d | e | f | g | h |   |

Data - 18 de novembre

Blanques - X3D Fritz

Negres - Garri Kaspàrov

Obertura - gambit de dama acceptat: 6...a6 (ECO:D27)
Notació de la partida
1. d4 d5 2. c4 dxc4 3. Cf3 e6 4. e3 a6 5. Axc4 c5 6. O-O Cf6 7. Ab3 cxd4 8. exd4 Cc6 9. Cc3 Ae7 10. Te1 O-O 11. Af4 Ca5 12. d5 Cxb3 13. Dxb3 exd5 14. Tad1 Ae6 15. Dxb7 Ad6 16. Ag5 Tb8 17. Dxa6 Txb2 18. Axf6 Dxf6 19. Dxd6 Dxc3 20. Cd4 Txa2 21. Cxe6 fxe6 22. Dxe6+ Rh8 23. Tf1 Dc5 24. Dxd5 Tfxf2 25. Txf2 Dxf2+ 26. Th1 h6 27. Dd8+ Rh7

½-½